# Transformations de Paris sous le Second Empire

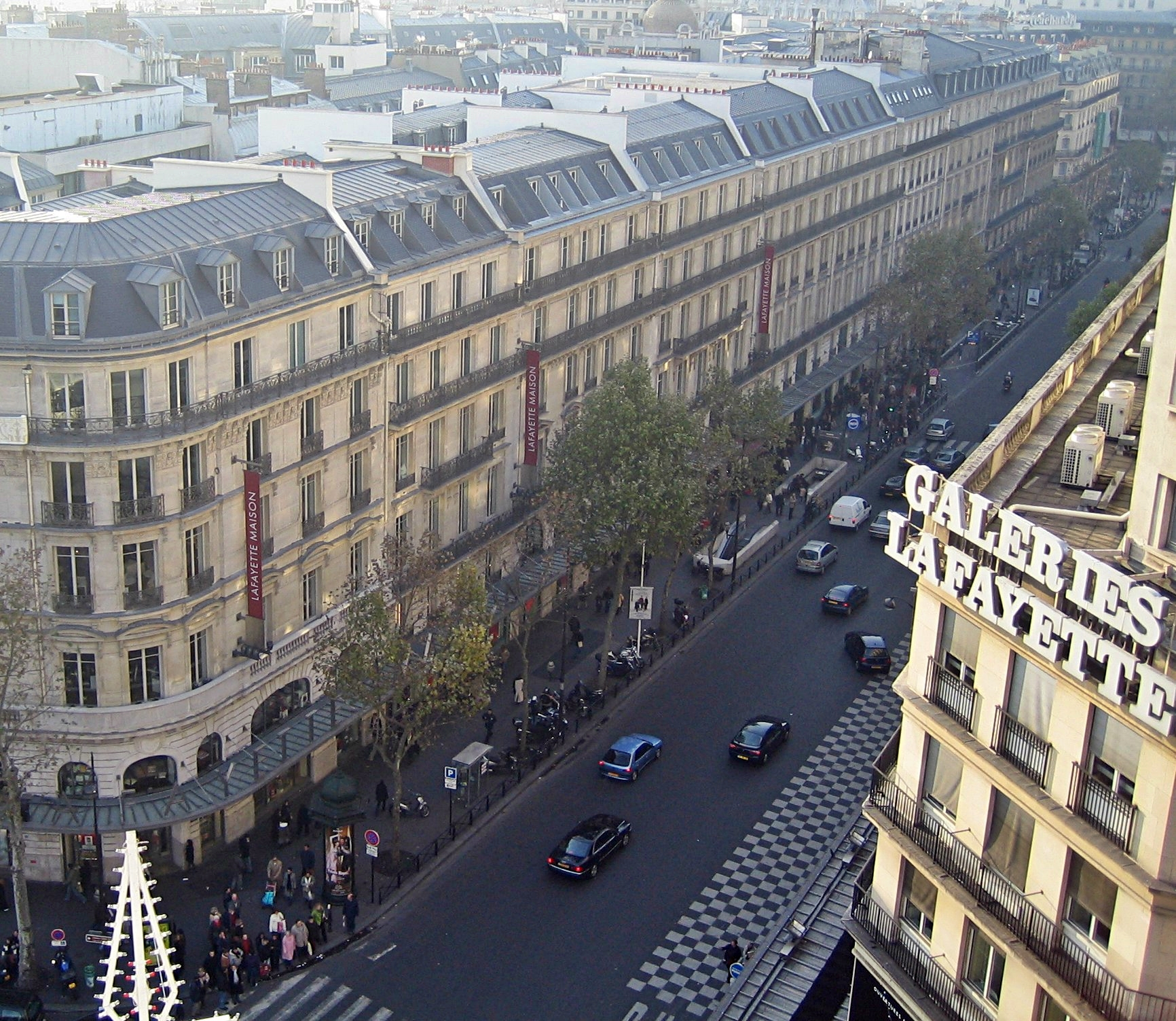
Le boulevard Haussmann.

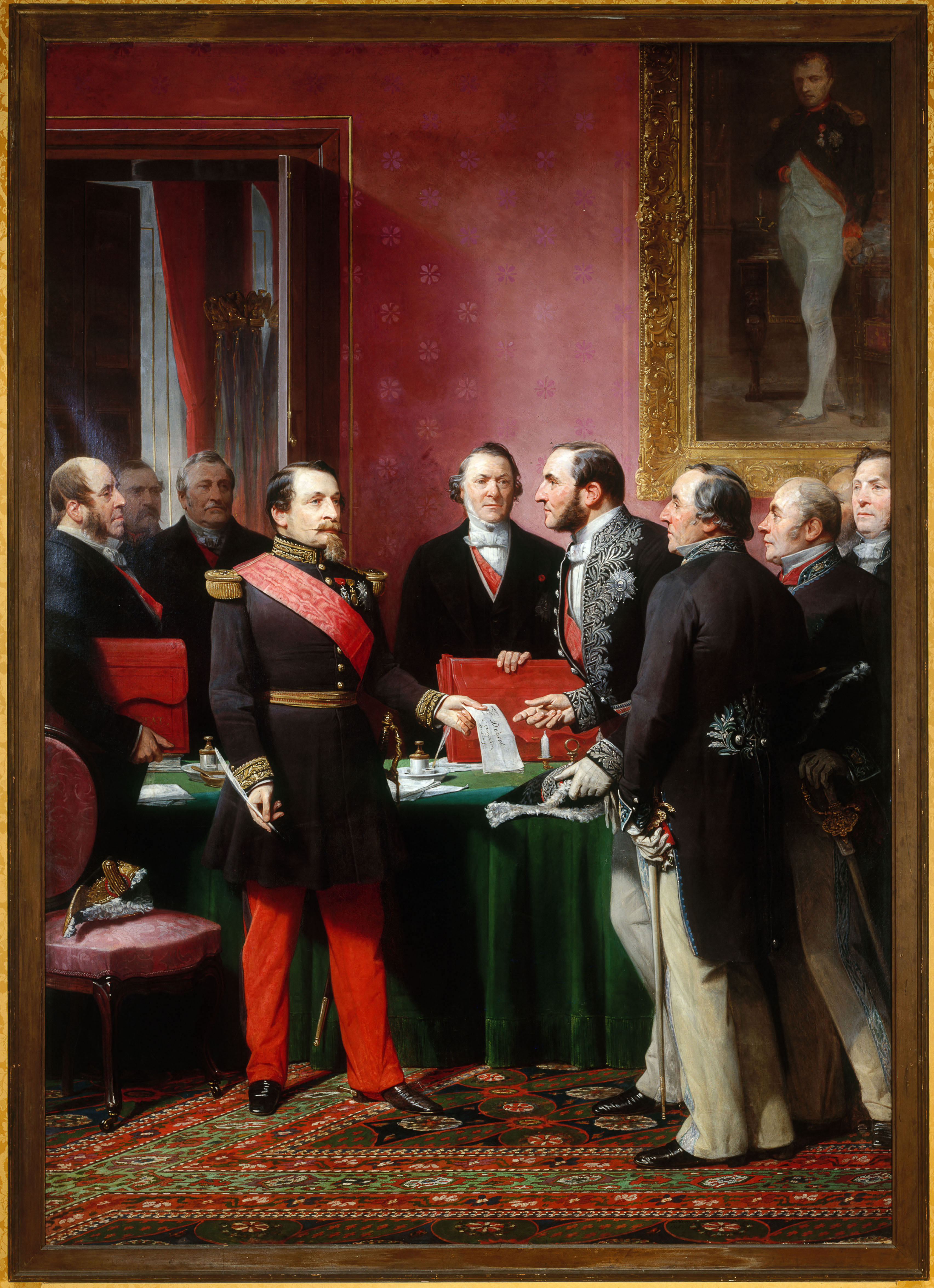
Napoléon III remet au baron Haussmann le décret d'annexion à Paris des communes suburbaines (Auteuil, Passy, Batignolles, Montmartre, La Chapelle, La Villette, Belleville, Charonne, Bercy, Vaugirard, et Grenelle) par Adolphe Yvon (1860).

Les transformations de Paris sous le Second Empire, ou travaux haussmanniens, sont un ensemble de travaux de modernisations conduits à Paris, en France, sous le Second Empire de 1853 à 1870, à la demande de l'empereur Napoléon III, par le préfet de la Seine Georges Eugène Haussmann.
Le projet a couvert tous les domaines de l'urbanisme, aussi bien au cœur de Paris que dans ses quartiers extérieurs : rues, boulevards et avenues, réglementation des façades, espaces verts, mobilier urbain, égouts et réseaux d'adduction d'eau, équipements et monuments publics, tout comme l'extension de la capitale à travers l'annexion de plusieurs communes limitrophes, passant ainsi de douze à vingt arrondissements. Ces travaux représentent un changement majeur au sein de la capitale.
Violemment critiquée par certains de ses contemporains pour son coût faramineux et pour ses conséquences sur la mixité sociale (certains déplorant qu'elle augmente, d'autres qu'elle se réduit), oubliée pendant une partie du XXe siècle puis réhabilitée par le discrédit de l'urbanisme d'après-guerre, cette œuvre conditionne toujours l'usage quotidien de la ville par ses habitants. Elle a posé le fondement de la représentation populaire de la capitale française à travers le monde en superposant au vieux Paris médiéval et à ses ruelles pittoresques un Paris moderne fait de grands boulevards et de places dégagées.

## 1853: un empereur moderniste et décidé face à une capitale médiévale

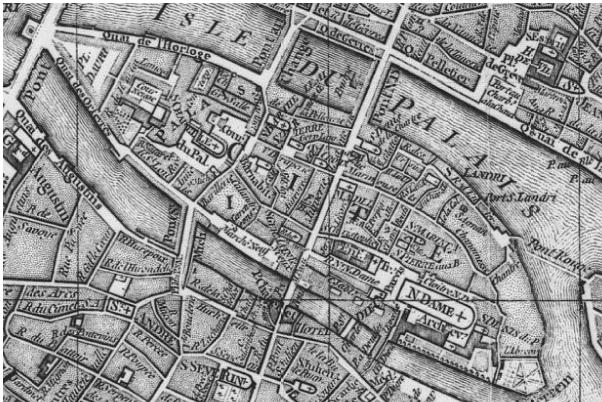
L'île de la Cité et son tissu urbain médiéval avant les travaux haussmanniens (plan Vaugondy de 1771).

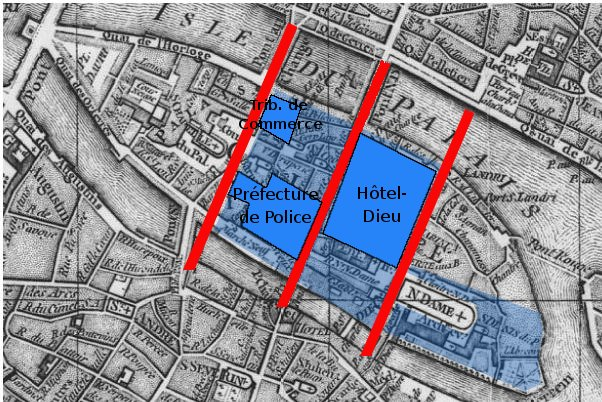
L'île de la Cité remodelée par les travaux d'Haussmann : nouvelles rues transversales (rouge), espaces publics (bleu clair) et bâtiments (bleu foncé).

Au milieu du XIXe siècle, le centre de Paris, contrairement aux idées reçues, n'est plus une cité du Moyen Âge. Paris s'est toujours reconstruite sur elle-même, mais il est vrai que la croissance démographique de la capitale, au XVIIIe siècle et dans les premières décennies du XIXe siècle, provoque une densification considérable des quartiers du centre, c'est-à-dire les quartiers situés à l'intérieur de l'ancienne enceinte de Charles V rectifiée sous Louis XIII. Un lacis de rues étroites gêne la circulation (en 1851 à Paris, il y a 60 259 voitures qui, mises en ligne avec leur attelage, occuperaient 300 kilomètres alors que la longueur de toutes les rues de la ville réunies atteint 500 kilomètres) et les maisons accueillent une population pauvre de plus en plus nombreuse, à l'origine d'une insalubrité dénoncée par les hygiénistes. Selon les idées de l'époque, l'étroitesse des rues et la hauteur des maisons empêchent la circulation de l'air et la dispersion des « miasmes » porteurs de maladies et de mort. Les classes riches tendent de plus en plus à quitter ces quartiers pour s'installer au large dans les faubourgs du nord et de l'ouest. C'est à ce processus de paupérisation du centre, avec la dangerosité politique qui l'accompagne, que, fondamentalement, les grands travaux du XIXe siècle vont s'attaquer.

### Les premières tentatives de modernisation
En 1608, le roi Henri IV fait ouvrir une nouvelle voie qui doit relier le pont Neuf à la porte de Buci, sur l'enceinte de Philippe-Auguste, et au bourg Saint-Germain : c'est la rue Dauphine. Bien que le caractère de l'opération ne soit pas pleinement public et qu'elle traverse des jardins, la rue Dauphine est la première rue droite et moderne de Paris.
Au cours du XVIIe siècle, les avenues plantées construites par le pouvoir royal à la périphérie de la ville peuvent difficilement être qualifiées d'urbaines. La seule véritable percée est la rue du Roule ouverte en 1689 et qui relie le pont Neuf aux Halles.
Aussi, au début du XVIIIe siècle, la percée du centre de Paris est-elle présentée comme une nécessité par les autorités : l'aménagement des quais de la Seine et la destruction des maisons sur les ponts, dans les années 1780, obéissent à ce souci à la fois de circulation, d'hygiène et de contrôle de l'espace. Sous la Révolution française, en 1794, la « Commission des artistes » réalise un plan qui propose de nouvelles percées dans Paris. Une rue doit relier en ligne droite la place de la Nation à la grande colonnade du Louvre, dans le prolongement de l'actuelle avenue Victoria : elle préfigure le futur grand axe est-ouest et démontre un souci de mieux mettre en valeur les monuments publics.
Napoléon Ier amorce, à l'emplacement de propriétés ecclésiastiques devenues biens nationaux, une rue monumentale le long du jardin des Tuileries. En 1807 commence l'édification des premières arcades de la rue de Rivoli, dont le prolongement jusqu'à l'Hôtel-de-Ville sera largement entamé sous la Seconde République et achevé au tout début du Second Empire. Cet axe, qui emporta de nombreuses maisons, sera plus efficace sur le plan de la circulation que celui du plan des Artistes. Il se sert aussi d'un outil juridique ancien : la servitude d'alignement par laquelle les propriétaires ne peuvent reconstruire leurs immeubles tombant en ruine qu'en reculant leur façade derrière la ligne arrêtée par l'administration. Cette disposition toutefois entraînait une très grande lenteur du processus d'élargissement des voies publiques. Toujours en 1807, l'empereur décrète le percement de la rue d'Ulm, qui joint l'église Sainte-Geneviève (l'actuel Panthéon) à la rue des Feuillantines, derrière l'hôpital du Val-de-Grâce. Il s'agira de la première rue ouverte par voie d'expropriation.
Au cours des années 1830, le préfet Rambuteau constate les embarras de la circulation et les problèmes d'hygiène qui se posent dans les vieux quartiers surpeuplés : il faut « donner aux Parisiens de l'eau, de l'air et de l'ombre ». En 1836, la rue qui porte son nom est percée dans le centre de Paris, entre la rue des Francs-Bourgeois et Saint-Eustache. De plus, les insurrections populaires dont Paris est alors le théâtre inquiètent fortement le régime en place, né lui-même d'une révolution en juillet 1830 : ainsi Rambuteau réalise au même moment une opération qui entraîna aussi beaucoup de destructions et dont l'objectif de sécurité est évident : l'isolement et l'agrandissement du périmètre de l'Hôtel-de-Ville. Mais le pouvoir de l'administration restait limité par les règles d'expropriation. La loi du 3 mai 1841 s'efforça quelque peu de les adapter, mais la loi restait du côté des propriétaires, toujours largement indemnisés grâce à un jury attentif à les défendre.
Au début du Second Empire, des dispositions réglementaires nouvelles furent introduites qui, conjointement avec la loi de 1841 sur l'expropriation pour cause d'utilité publique et un recours systématique à l'emprunt, formeraient les bases de la politique édilitaire du nouveau préfet de la Seine nommé par l'Empereur. En 1834, le réformateur social français Victor Considérant écrit : « Paris, c’est un immense atelier de putréfaction, où la misère, la peste et les maladies travaillent de concert, où ne pénètrent guère l’air ni le soleil. Paris, c’est un mauvais lieu où les plantes s’étiolent et périssent, où sur sept petits enfants il en meurt six dans l'année ». Le plan de rue sur l'île de la Cité et dans le quartier des Arcis, entre le Louvre et l'Hôtel de Ville, avait peu changé depuis le Moyen Âge. La densité de population dans ces quartiers était extrêmement élevée par rapport au reste de Paris. Dans le quartier des Champs-Élysées, la densité de la population était estimée à 5 380 habitants/km²[Information douteuse] ; dans les quartiers d'Arcis et de Saint-Avoye, dans l'actuel 3e arrondissement, il y avait un habitant pour trois mètres carrés. En 1840, un médecin a décrit un bâtiment dans l'île de la Cité où une chambre simple de cinq mètres carrés au quatrième étage était occupée par vingt-trois personnes, adultes et enfants. Dans ces conditions, la maladie se propageait très rapidement. Deux épidémies de choléra ravagèrent la ville en 1832 et 1848. Cinq pour cent des habitants de ces deux quartiers[Lesquels ?] périrent au cours de celle de 1848.

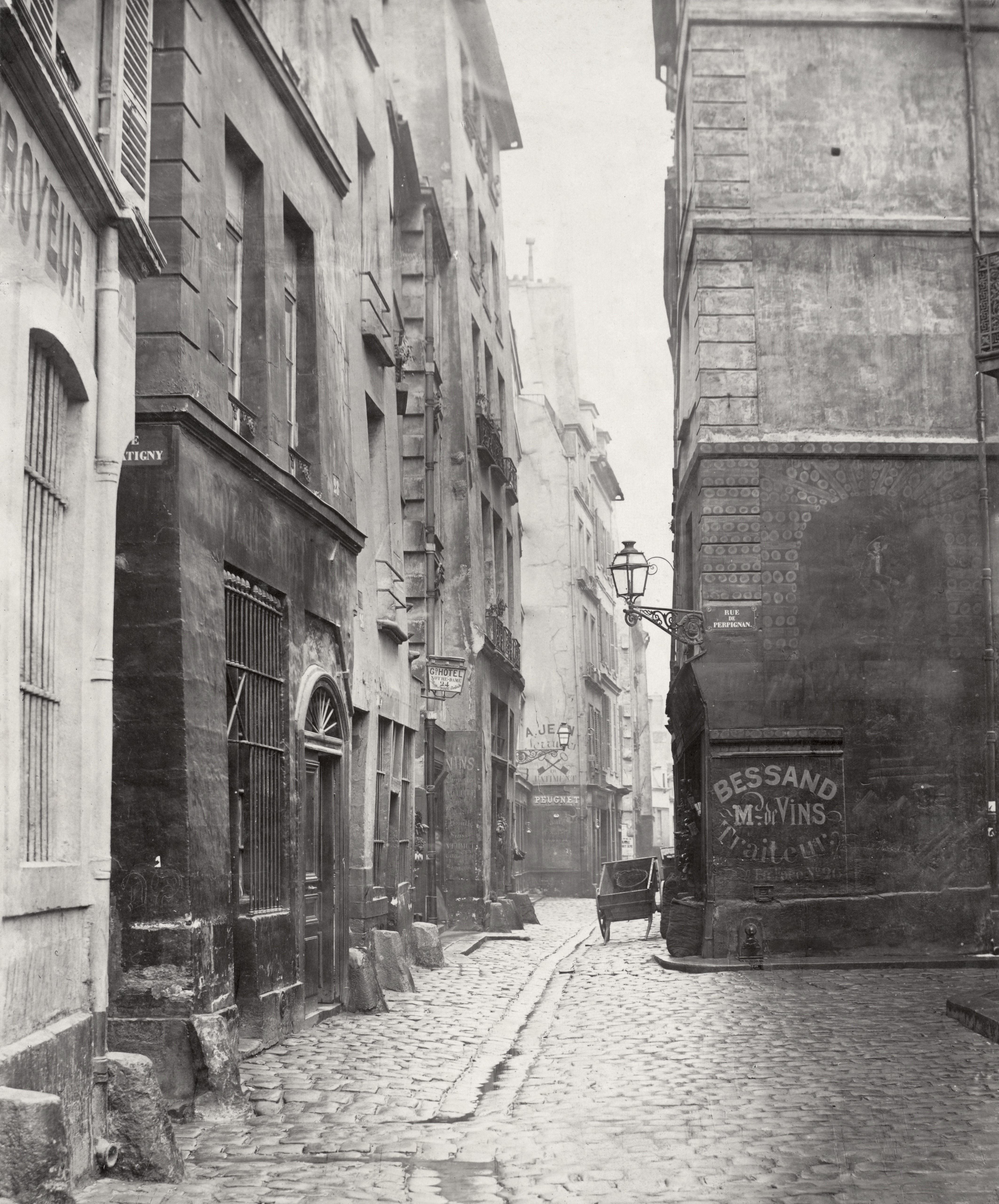
La rue des Marmousets, ruelle sombre et médiévale de l'île de la Cité, dans les années 1850, près de l'Hôtel-Dieu.
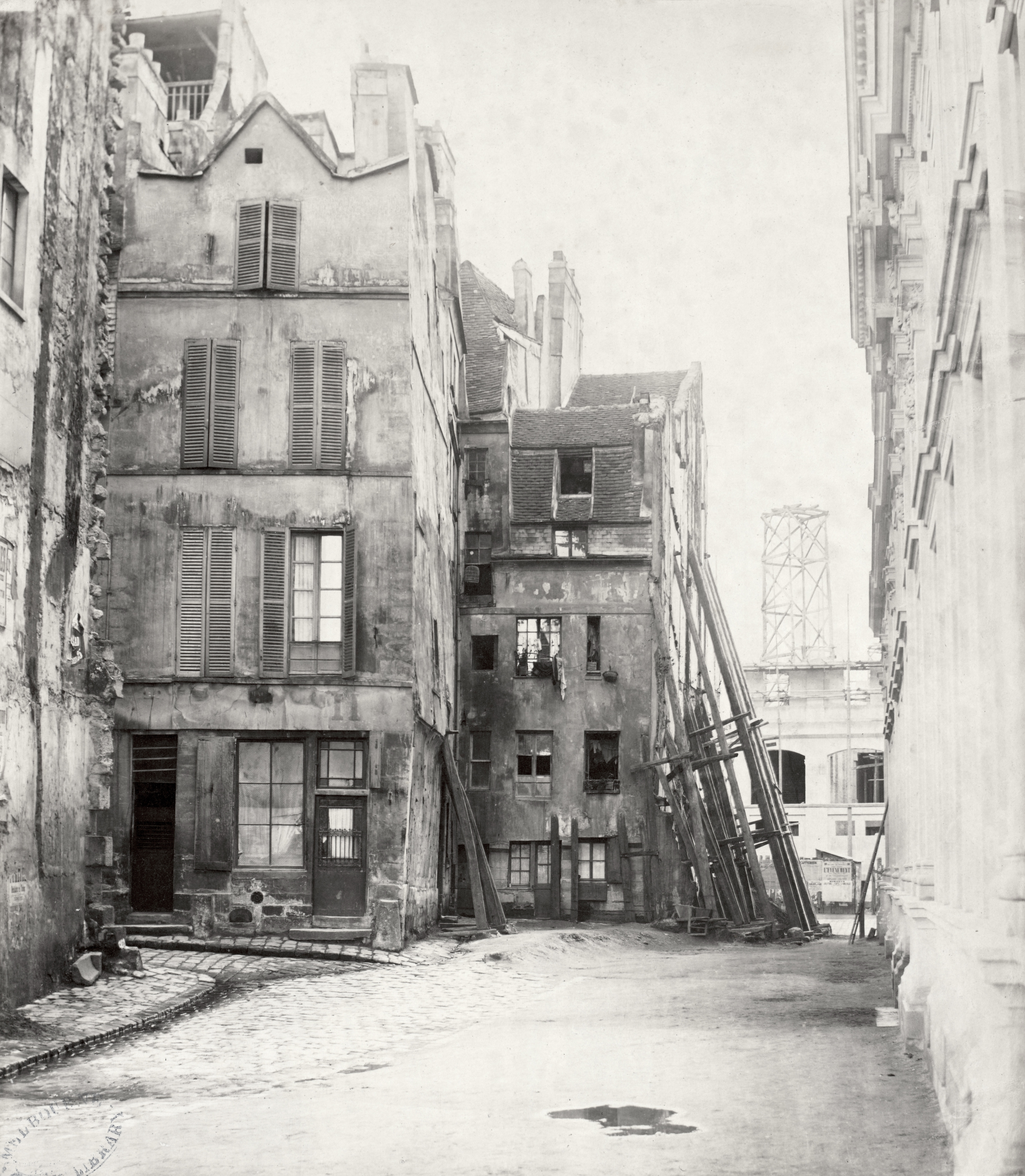
La rue du Marché-aux-Fleurs sur l'île de la Cité, avant Haussmann, aujourd'hui place Louis-Lépine.
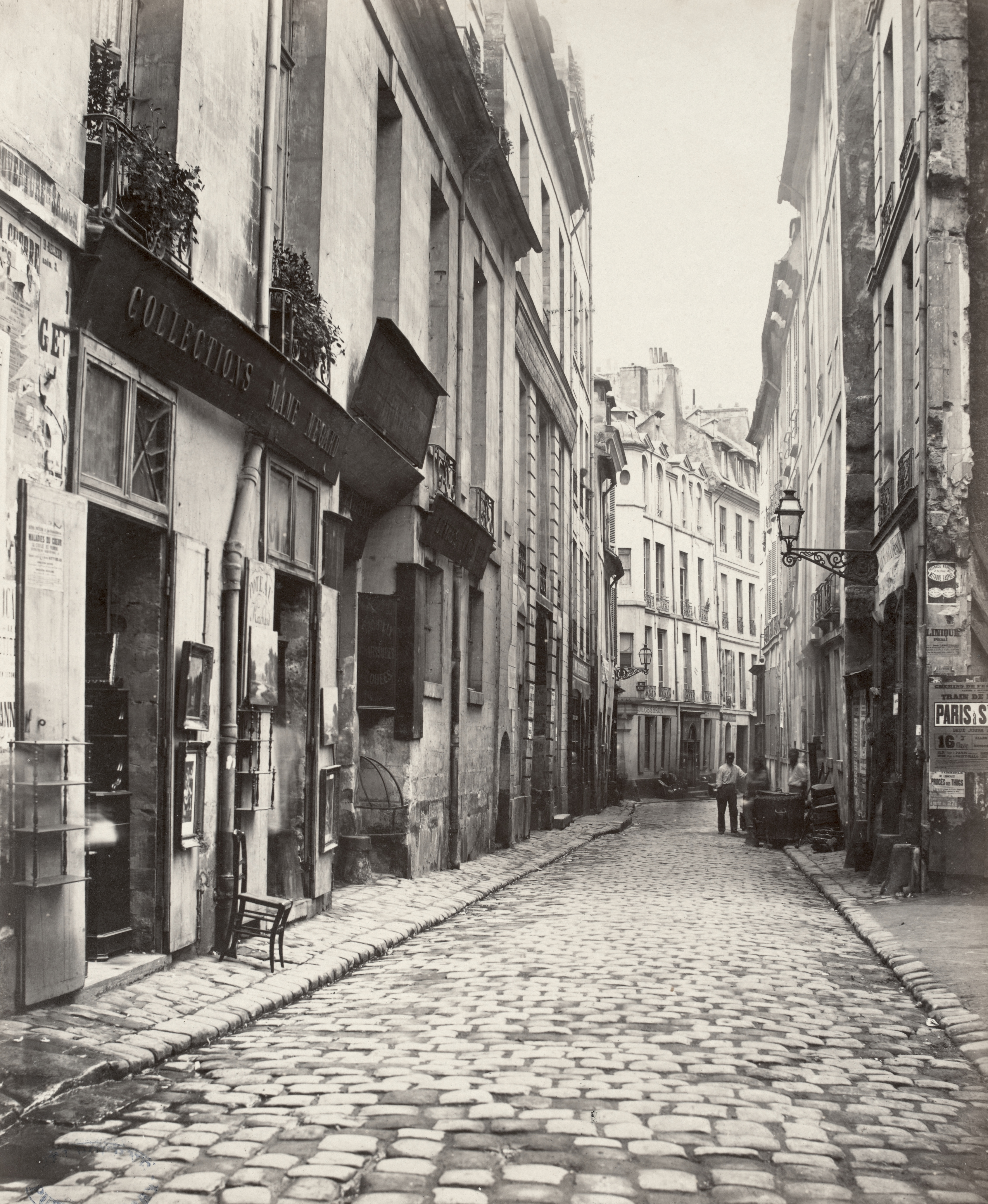
La rue du Jardinet sur la Rive gauche, démolie par Haussmann pour ouvrir le boulevard Saint-Germain.
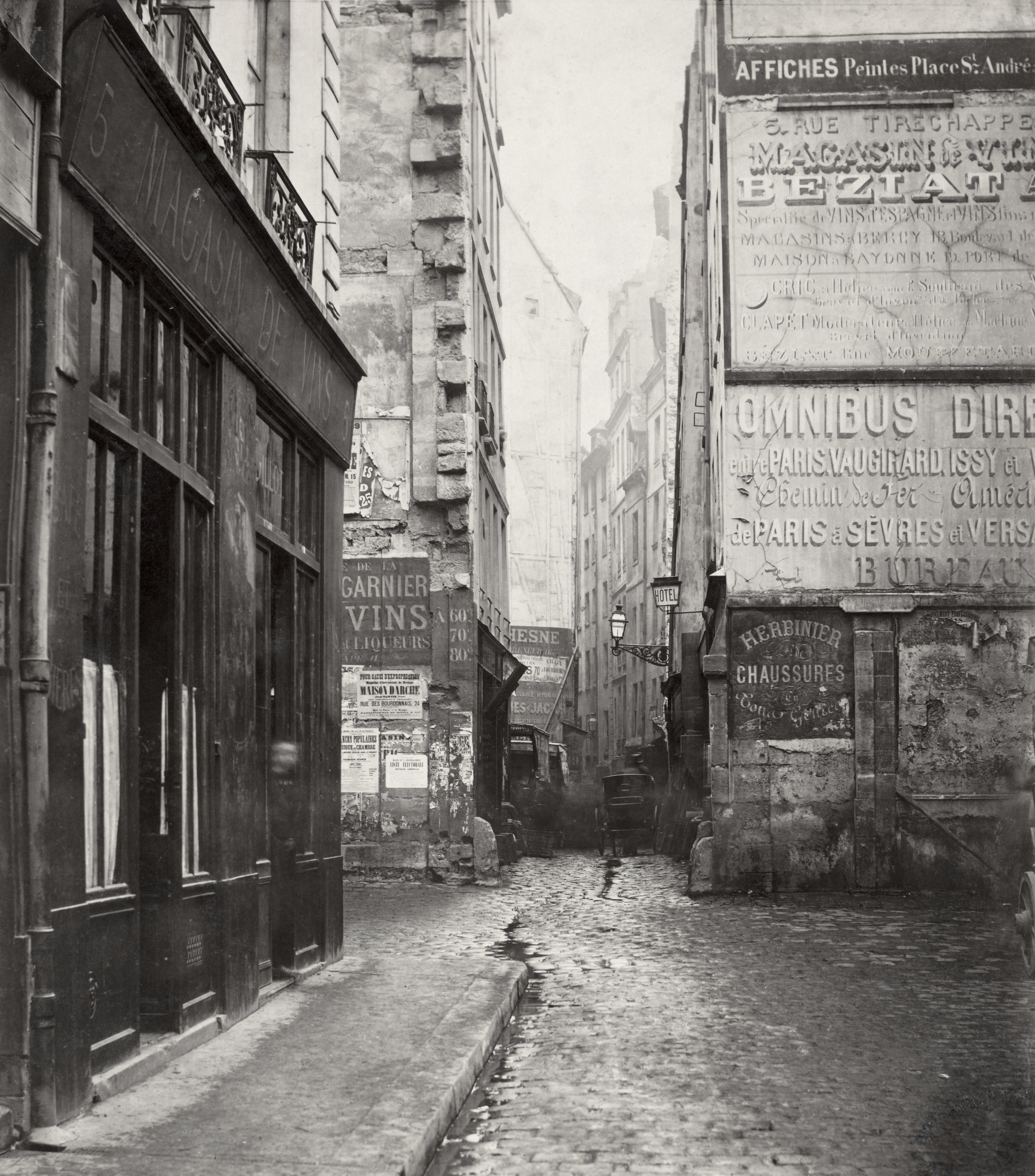
La rue Tirechamp dans le vieux « quartier des Arcis », démolie au cours de l'extension de la rue de Rivoli.

### Louis-Napoléon Bonaparte
Président de la République depuis 1848, le neveu de Napoléon Ier devient empereur le 2 décembre 1852, après le coup d'État de l'année précédente.
Napoléon III a la volonté de moderniser Paris. Ayant vécu à Londres de 1846 à 1848, il y a vu une grande capitale pourvue de grands parcs et de réseaux d'assainissements et un pays transformé par la révolution industrielle. Il reprend les idées de Rambuteau. Sensible aux questions sociales, il veut améliorer les conditions de logement des classes pauvres : en 1860, la densité moyenne de population de Paris avant son agrandissement est d'environ 36 400 personnes au kilomètre carré, tandis que dix ans plus tôt celle du quartier des Halles approchait déjà les 100 000 personnes au kilomètre carré, dans des conditions d'hygiène très précaires. Cependant, s'il n'est pas toujours prévu de solution pour accueillir les familles délogées par les grands travaux, qui doivent aller habiter la périphérie de la ville, Louis-Napoléon est à l'origine de la construction des 86 premiers logements sociaux de Paris à la cité Rochechouart en 1851, qu'il fait financer par le sous-comptoir du commerce et de l'industrie pour le bâtiment afin de pallier la défaillance du conseil municipal de Paris. Suivant ces mêmes principes inspirés par les phalanstères de Charles Fourier et par l'Icarie d'Étienne Cabet, il dessine lui-même le plan d'un ensemble de 41 pavillons destinés à l'usage des classes ouvrières situés avenue Daumesnil et qui seront présentés à l'Exposition universelle de 1867 (villa Napoléon),. Enfin, il s'agit pour l'autorité publique de mieux contrôler une capitale dont les soulèvements populaires ont renversé plusieurs régimes depuis 1789. Des propriétaires eux-mêmes, soucieux aussi de la mise en valeur de leurs propriétés et de leur quartier, réclament des voies larges et droites afin de faciliter les déplacements de troupes.

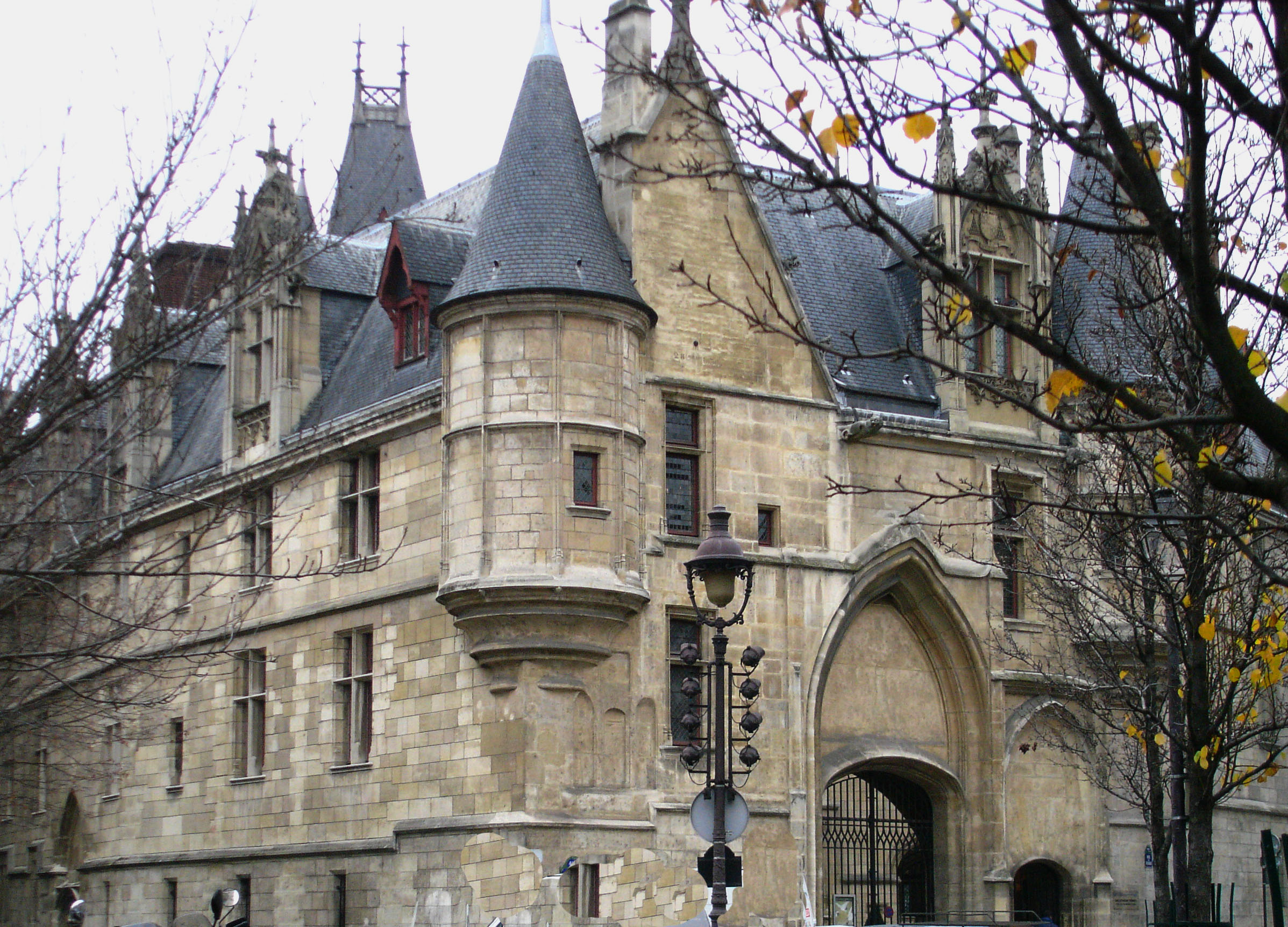
Le Marais (hôtel de Sens), l'un des rares quartiers du centre presque entièrement épargnés par les travaux d'Haussmann.

Pour mettre en œuvre ces ambitions, le nouvel empereur dispose d'un pouvoir fort, capable de passer outre toutes les résistances, ce qui manquait à ses prédécesseurs.
Il reste à Napoléon III à trouver un homme capable de diriger des opérations de grande ampleur. C'est le rôle que va remplir Georges Eugène Haussmann, homme d'action rigoureux et organisé, qu'il nomme préfet de la Seine en juin 1853 avec pour mission « d'aérer, unifier et embellir la ville ». Les deux hommes formeront un tandem efficace. L'empereur soutiendra le préfet contre ses adversaires jusqu'en 1870. Haussmann, quant à lui, se montrera fidèle en toute circonstance, tout en sachant faire avancer ses propres idées, comme le projet du boulevard Saint-Germain.
Une œuvre aussi considérable demande l'intervention de nombreux acteurs. Victor de Persigny, ministre de l'Intérieur, qui a présenté Haussmann à Napoléon, s'occupe des montages financiers avec l'aide des frères Pereire. Adolphe Alphand s'occupe des parcs et des plantations avec le jardinier Jean-Pierre Barillet-Deschamps. Haussmann souligne le rôle essentiel du service du Plan de Paris, dirigé par l'architecte Deschamps, qui trace les nouvelles voies et contrôle le respect des règles de construction : dans ce domaine, « la géométrie et le dessin graphique jouent un rôle plus important que l'architecture proprement dite », note Haussmann . D'autres architectes participent aux travaux : Victor Baltard aux Halles, Théodore Ballu pour l'église de la Sainte-Trinité, Gabriel Davioud pour les théâtres de la place du Châtelet, le vétéran Hittorff pour la gare du Nord et la place de l'Étoile.

## La coopération entre la normalisation publique et l'initiative privée

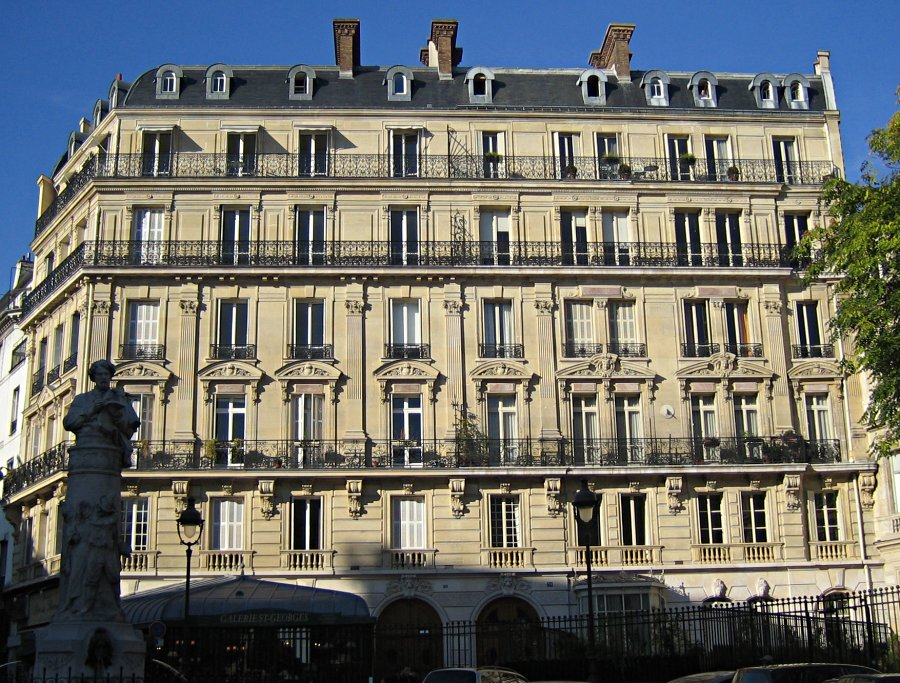
Place Saint-Georges.

Influencés par le saint-simonisme, Napoléon III et des ingénieurs comme Michel Chevalier ou des entrepreneurs comme les frères Pereire croient au volontarisme économique, qui peut transformer la société et résorber la pauvreté. C'est à un pouvoir fort, voire autoritaire, d'encourager les capitalistes à lancer de grands travaux qui bénéficieront à l'ensemble de la société et en particulier aux plus pauvres. Le pivot du système économique est la banque, qui se développe considérablement. Ces principes trouvent un champ d'application idéal dans les projets de rénovation de Paris. Les travaux d'Haussmann seront donc décidés et encadrés par l'État, mis en œuvre par les entrepreneurs privés et financés par l'emprunt.

### Le système haussmannien
Dans un premier temps, l'État exproprie les propriétaires des terrains concernés par les plans de rénovation. Puis il détruit les immeubles et construit de nouveaux axes avec tous leurs équipements (eau, gaz, égouts). Haussmann, contrairement à Rambuteau, a recours à des emprunts massifs pour trouver l'argent nécessaire à ces opérations, soit de 50 à 80 millions de francs par an. À partir de 1858, la Caisse des travaux de Paris est l'outil privilégié du financement. L'État récupère l'argent emprunté en revendant le nouveau terrain sous forme de lots séparés à des promoteurs qui doivent construire de nouveaux immeubles en se conformant à un cahier des charges précis. Ce système permet de consacrer chaque année aux travaux une somme deux fois plus élevée que le budget municipal.
Or le système se fissure peu à peu. Les emprunts massifs de la Caisse creusent une dette qui s'élève à 1,5 milliard de francs en 1870 et contribue à discréditer les grands travaux. Jules Ferry dénoncera le trou financier dans un pamphlet paru en 1867 : Les comptes fantastiques d'Haussmann.

### La régulation publique

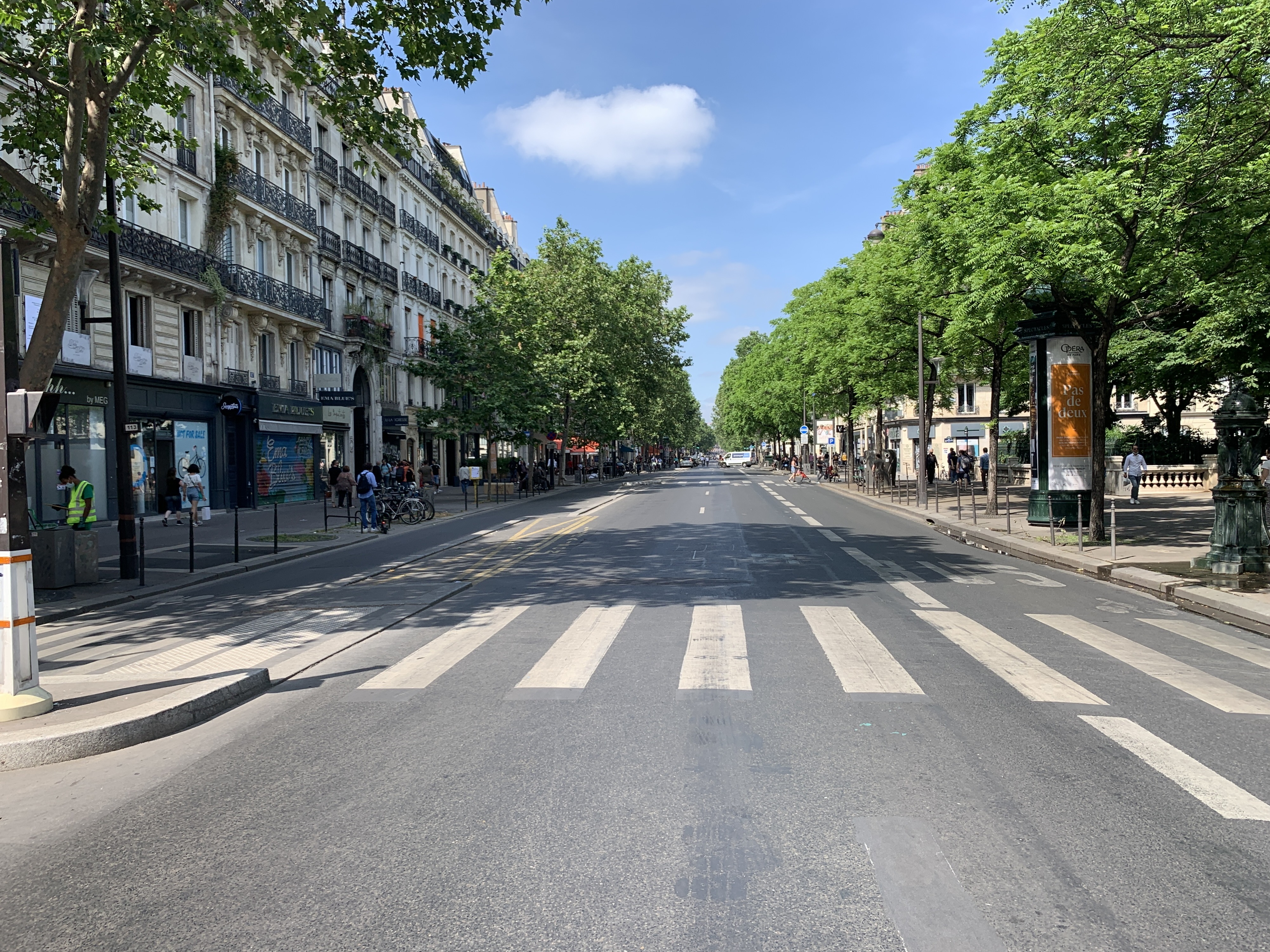
Le boulevard de Sébastopol (inauguré en 1858) : l'irruption du boulevard au cœur de Paris.

Haussmann bénéficie d'un cadre législatif et réglementaire aménagé pour faciliter les travaux et assurer l'homogénéité des nouvelles artères.
Le décret du 26 mars 1852 relatif aux rues de Paris, adopté un an avant la nomination d'Haussmann, met en place les principaux outils juridiques :
- disposition essentielle : l'administration décide seule du périmètre des expropriations. Il devenait donc possible de tailler large dans le vieux tissu urbain, les parcelles non utilisées par la voie publique, bénéficiant d'une très forte plus-value, restaient la propriété de la ville, et échappaient aux anciens propriétaires. Cependant, il n'était pas question de réduire les indemnités dues à ces derniers. Ce sont sur ces dispositions qu'Haussmann allait surtout s'appuyer pour mener sa politique de grands travaux, très dispendieuse mais très efficace[21]. Cet outil permit de raser une bonne partie de l'île de la Cité ou encore tout le quartier, extrêmement peuplé, situé entre le Châtelet et l'Hôtel-de-Ville situé dans le quartier des Arcis. Après 1860, toutefois, le Conseil d'État réduisit le pouvoir discrétionnaire de l'administration, rendant plus difficiles les expropriations.
- obligation pour les propriétaires à nettoyer leurs façades et à les rafraîchir tous les dix ans.
- règlementation du nivellement des voies de Paris, de l'alignement des immeubles, du raccordement à l'égout.

Les pouvoirs publics interviennent à la fois sur l'épannelage des immeubles par la voie réglementaire, et sur l'aspect esthétique même des façades par le moyen des servitudes :
- le règlement de 1859 permet de faire monter les façades jusqu'à 20 mètres de hauteur dans les rues de 20 mètres de largeur qu'Haussmann est en train de percer, alors que la hauteur maximale était de 17,55 mètres auparavant. Les toits doivent toujours s'inscrire sous une diagonale à 45 degrés.
- la construction d'immeubles le long des nouvelles voies est soumise à des conditions particulières sur l'aspect des façades. Les maisons mitoyennes doivent avoir « les mêmes hauteurs d'étage et les mêmes lignes principales de façade ». L'utilisation de la pierre de taille est obligatoire sur les nouveaux boulevards.

Le rôle capital joué par les architectes voyers, chargés de la gestion de la voirie, marque l'importance prise par les ingénieurs au sein des grands corps de l'État.

## Le déroulement des opérations

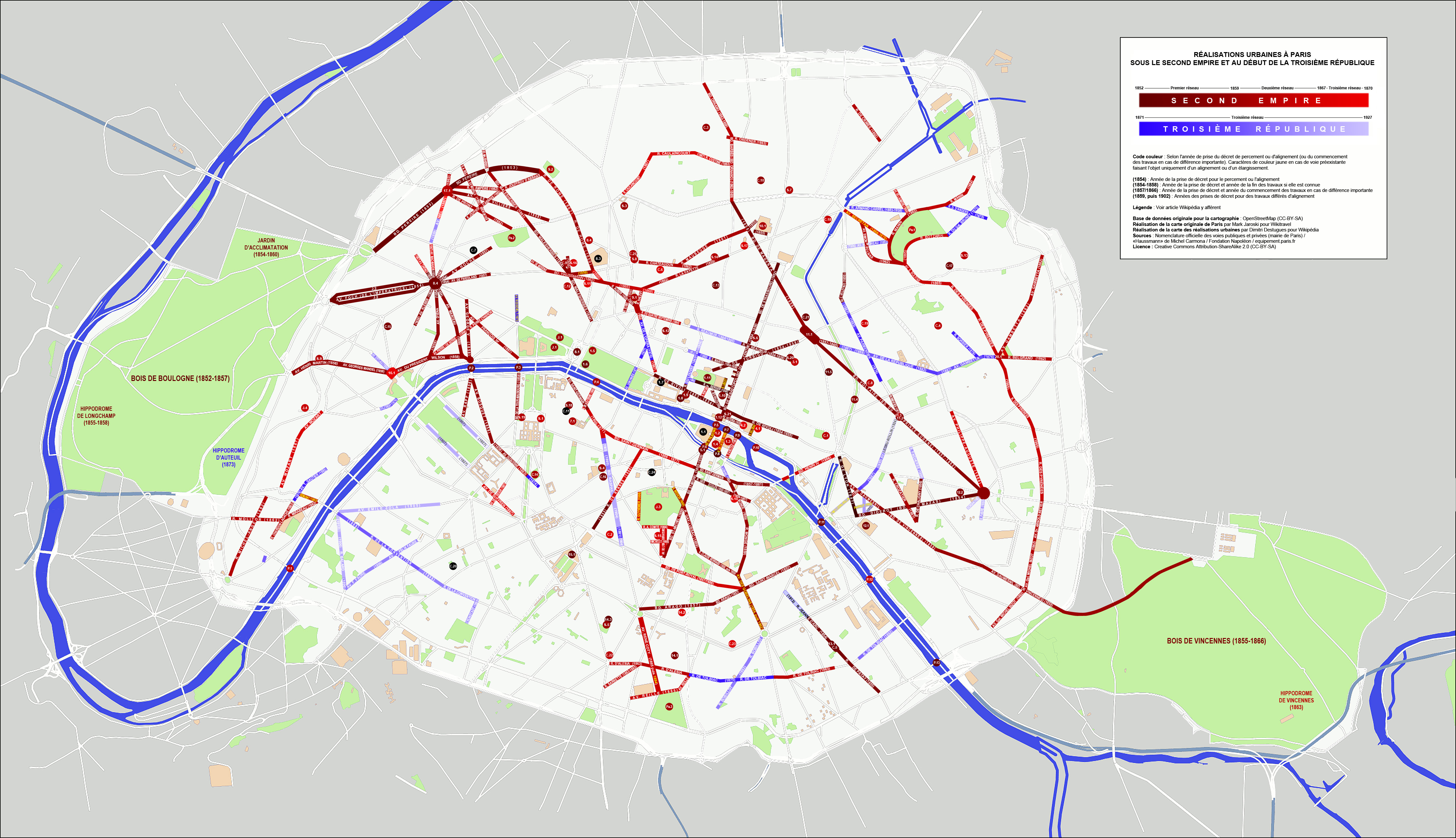
Les principaux axes créés ou transformés sous le Second Empire et au début de la Troisième République.

Les anciens arrondissements et la nouvelle limite de Paris en 1860.

Le déroulement des opérations reflète l'évolution de l'Empire : autoritaire jusqu'en 1859, plus souple à partir de 1860. On détruit 20 000 maisons pour en construire plus de 40 000 entre 1852 et 1870. Les travaux gigantesques comprennent l'arasement de buttes ou monceaux pour assurer la continuité du profil des voies ouvertes, butte de Saint-Jacques-de-la Boucherie et une partie du monceau Saint-Gervais pour le prolongement vers l'est de la rue de Rivoli, butte des Moulins et butte Saint-Roch pour l'avenue de l'Opéra. Ces opérations de nivellement se sont étendues largement au-delà des terrains en bordure immédiate des axes créés, entrainant la reconstruction de quartiers entiers, tel celui de l'Hôtel-de-Ville entre la place du Châtelet et la rue de Lobau. Certaines de ces opérations d'urbanisme se poursuivront sous la Troisième République, après le départ d'Haussmann et de Napoléon III.
Par la loi du 16 juin 1859, Paris absorbe en janvier 1860 ses faubourgs jusqu'aux « fortifications » qui ont été construites par Thiers en 1844 (elles seront démolies à partir de 1919). Les douze anciens arrondissements laissent la place à vingt nouveaux arrondissements, qui ne reprendront ni le découpage, ni la numérotation des précédents.

### Un réseau de grandes percées
Lorsque Rambuteau avait percé une voie nouvelle importante en plein centre de la ville, les Parisiens avaient été étonnés par sa largeur : 13 mètres. Haussmann va reléguer la rue Rambuteau au rang de voie secondaire avec un réseau de percées nouvelles de 20 et même 30 mètres. L'avenue Foch, quant à elle, mesure près de 120 mètres de large avec ses contre-allées monumentales. Il commencera ses travaux par la réalisation du boulevard Diderot, conséquence de l'élargissement de l'ancienne rue Mazas. Le réseau des artères haussmanniennes et post-haussmanniennes constitue, aujourd'hui encore, l'ossature du tissu urbain parisien.

### La grande trouée nord-sud et est-ouest

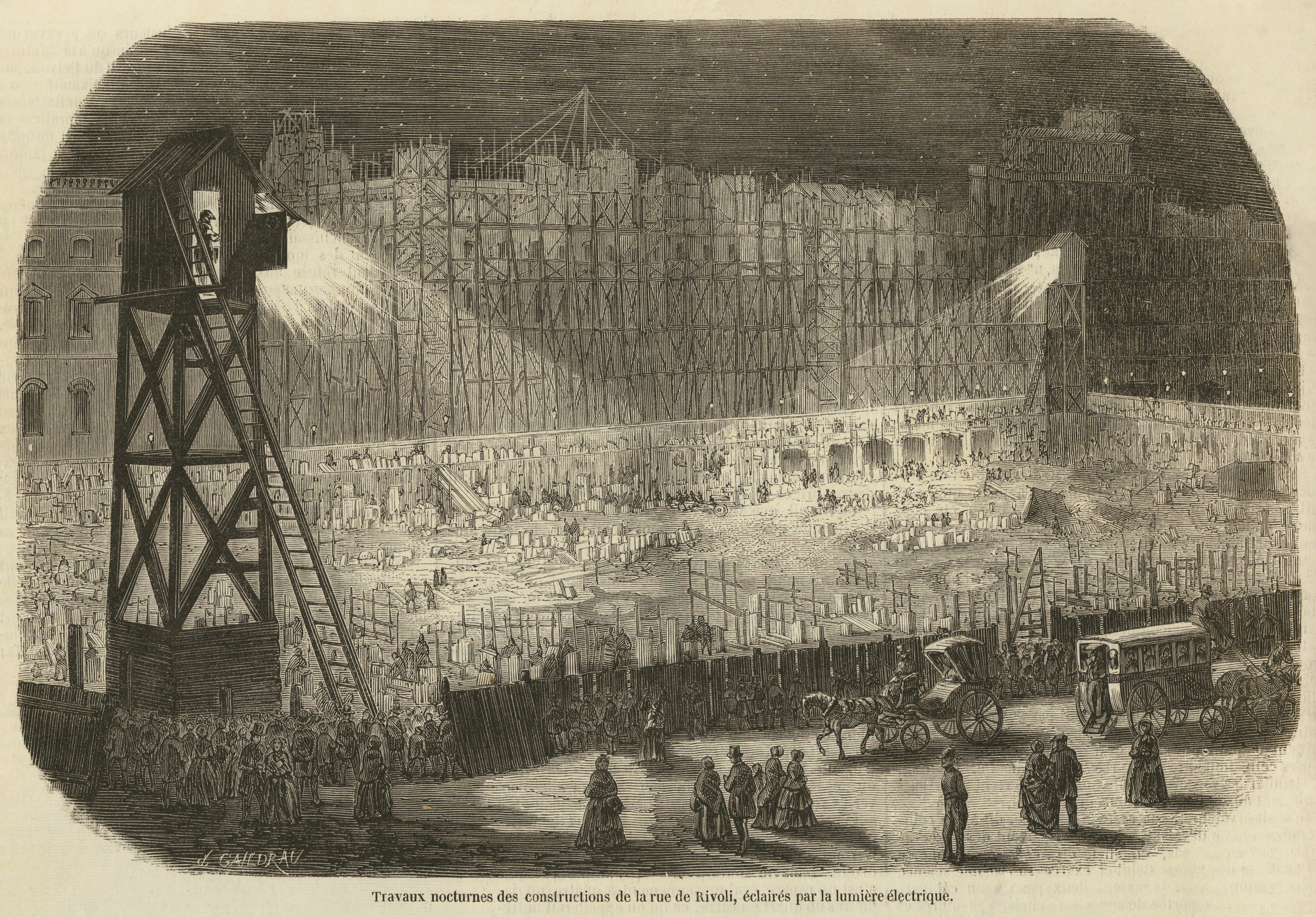
Travaux nocturnes des constructions de la rue de Rivoli, éclairés par des projecteurs électriques, L'Illustration, 1854.

De 1854 à 1858, Haussmann met à profit la période la plus autoritaire du règne de Napoléon III pour réaliser ce que seule cette décennie, peut-être, pouvait faire dans toute l'histoire de Paris : transformer son centre en y perçant une croisée gigantesque.

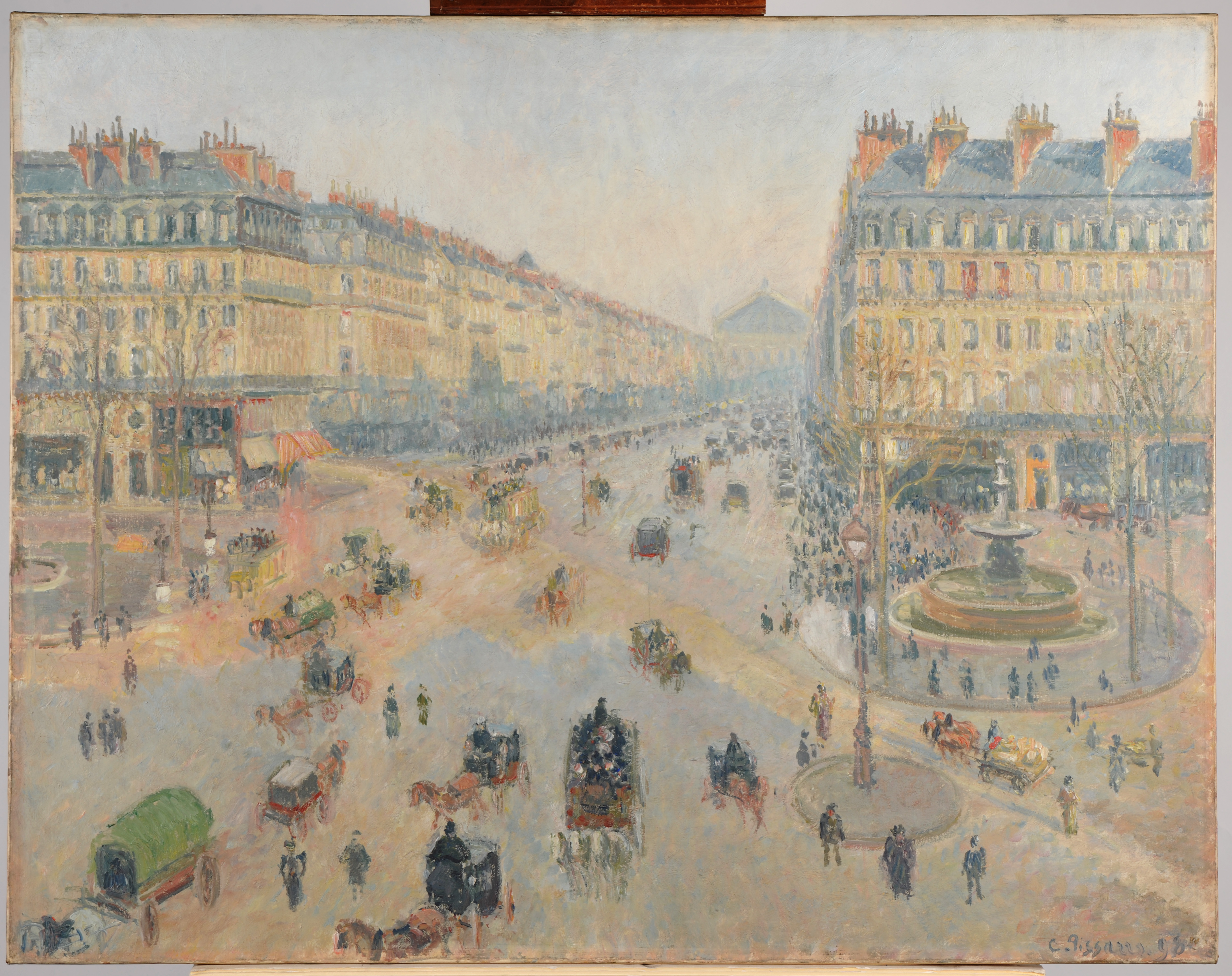
L'avenue de l'Opéra vue par Pissarro depuis l'actuel hôtel du Louvre.

La construction de l'axe nord-sud, du boulevard de Sébastopol au boulevard Saint-Michel, fait disparaître de la carte de nombreuses ruelles et impasses. Il forme une grande croisée au niveau du Châtelet avec la rue de Rivoli : cette dernière rue, tracée initialement par Napoléon Ier le long des Tuileries, est prolongée sous le Second Empire jusqu'à la rue Saint-Antoine.
Pendant ce temps, Victor Baltard et Félix-Emmanuel Callet aménagent les Halles, projet lancé par Rambuteau, tandis que l'Île de la Cité est en grande partie rasée et réaménagée. Ses ponts sont reconstruits ou font l'objet de travaux importants. La rue des Halles est réalisée en 1854, afin de relier les Halles de Paris à la place du Châtelet.
Les premiers travaux sur la rive gauche commencent dès 1854. Le percement de la rue des Écoles jusqu'à la rue des Fossés-Saint-Bernard, déjà projeté avant l'entrée en fonction du préfet Haussmann, permet à son achèvement une meilleure desserte du quartier latin et de ses collèges.
Haussmann complète cette grande croisée par des axes qui relient la première couronne de boulevards au centre, tels que l'avenue de l'Opéra sur la rive droite ou la rue de Rennes sur la rive gauche. Il est à signaler que les travaux de l'avenue de l'Opéra ne seront entrepris pour leur majorité qu'à partir de 1876 et ne seront totalement terminés qu'en 1879. Quant à la rue de Rennes, qui devait rejoindre la Seine, elle ne sera jamais achevée.

### L'achèvement des couronnes de boulevards
Haussmann poursuit l'œuvre de Louis XIV. Il élargit les grands boulevards et construit ou planifie de nouveaux axes à grand gabarit comme le boulevard Richard-Lenoir.
Les quartiers ouest bénéficient d'une opération de prestige : douze avenues, pour la plupart construites sous le Second Empire, se rejoignent à la place de l'Étoile. Parmi elles, l'avenue Foch, bordée de jardins, se distingue par sa largeur exceptionnelle de 120 mètres. À l'opposé de cette dernière, l'avenue de Friedland est la première partie d'un axe qui, après l'achèvement du boulevard Haussmann, joindra la place de l'Étoile au quartier de l'Opéra.
Le boulevard Voltaire facilite le contournement du centre à partir de la place de la Nation et l'avenue Daumesnil dégage les quartiers riverains de la gare de Lyon, tout en assurant un accès au bois de Vincennes.

### Le troisième réseau: les arrondissements périphériques

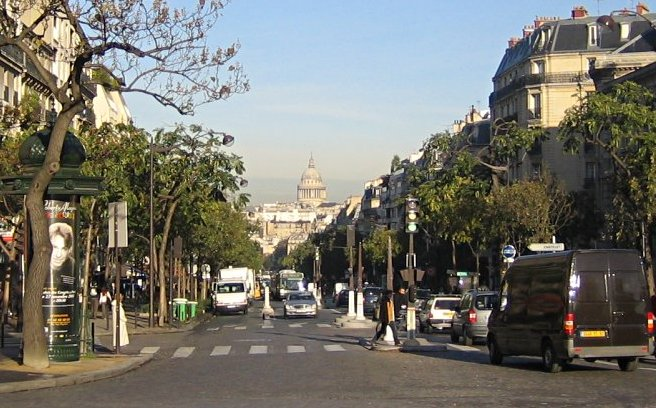
L'avenue des Gobelins et la perspective sur le Panthéon.

Dans les dernières années de son mandat, Haussmann commence à aménager les arrondissements créés sur l'emplacement des communes annexées en 1860. Il crée ainsi une très longue voie sinueuse qui dessert les 19e, 20e et 12e arrondissements : rue de Puebla, rue des Pyrénées, avenue du Général-Michel-Bizot.
Certains des axes relient les grands boulevards de Louis XIV à ceux qui longent le mur des Fermiers généraux. Les derniers tronçons du boulevard Haussmann et la ligne droite de la rue La Fayette, réalisés partiellement avant 1870, assurent une meilleure desserte des quartiers de la Chaussée-d'Antin et du Faubourg Montmartre à partir des arrondissements extérieurs.
Sur la rive gauche, comme les « boulevards du midi », qui passent par la place d'Italie, la place Denfert-Rochereau et Montparnasse sont trop éloignés du centre, l'idée d'une autre traversée est-ouest s'impose. Haussmann double la rue des Écoles, dessinée par Napoléon III, de son projet personnel : le boulevard Saint-Germain, qui prolonge sur la rive gauche les grands boulevards de la rive droite.
D'autres axes tels que le boulevard Malesherbes ou encore les boulevards Barbès et Ornano, tous deux vers la gare du Nord, permettent de traverser ces arrondissements extérieurs en direction du centre.

### Les places-carrefours

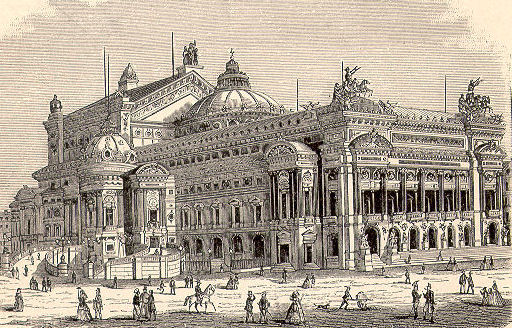
L'opéra Garnier.

L'interconnexion entre les grands axes de circulation — boulevards, avenues ou autres — impose la création de places à leur mesure. La place du Châtelet, aménagée par Davioud, est au carrefour entre les deux grands axes traversant Paris du nord au sud et de l'est à l'ouest. Les travaux d'Haussmann réaménagent d'autres grandes places déjà existantes à travers tout Paris telles la place de l'Étoile, la place du Château-d'Eau (actuelle place de la République) ou la place de l'Hôtel-de-Ville. D'autres sont créées de toutes pièces comme les places Malesherbes, de l'Alma, Pereire, de Puebla, du Prince-Eugène ou bien encore de l'Opéra.

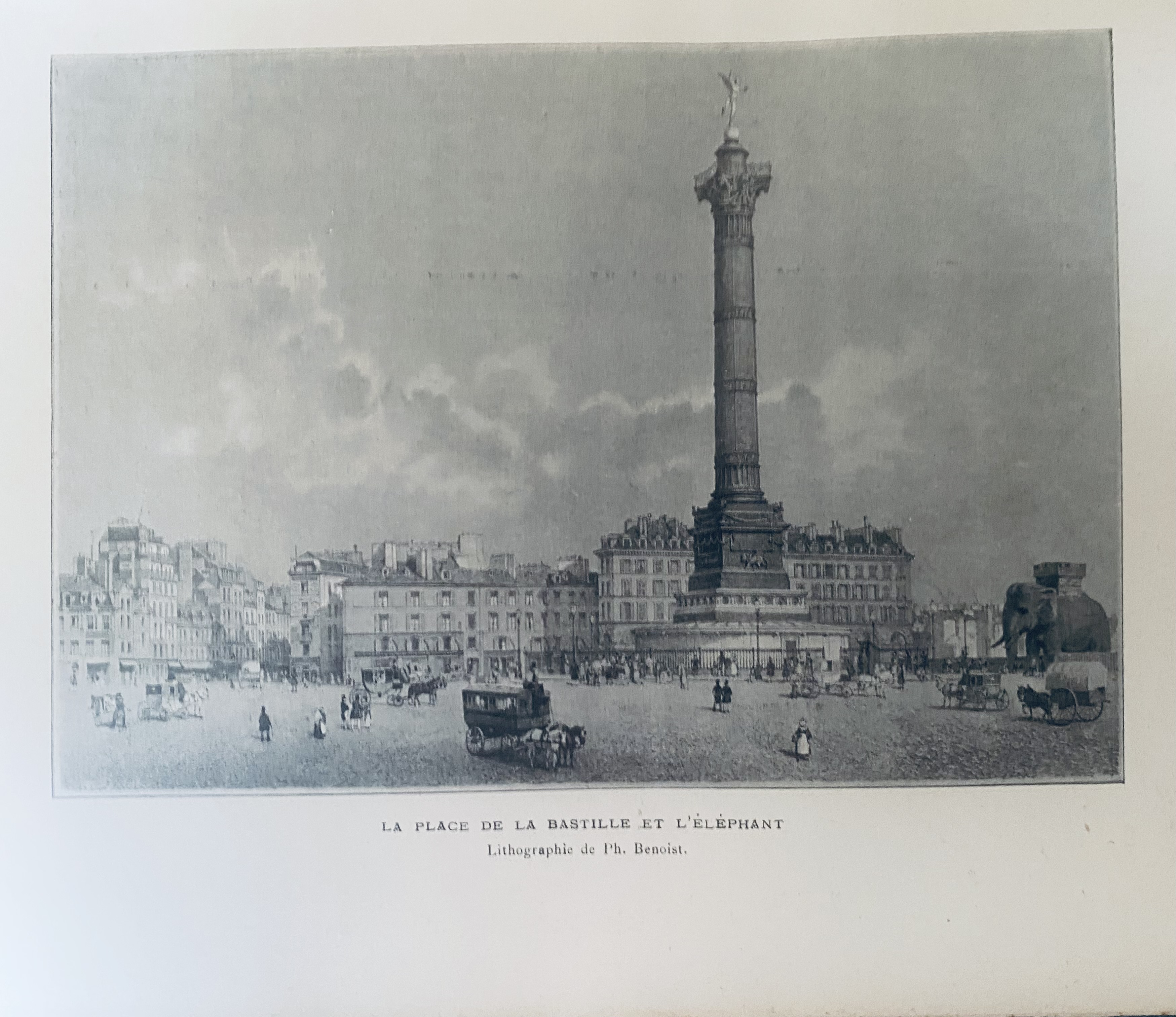
Lithographie de Ph Benoist.

### Les gares
Haussmann fait construire la gare de Lyon en 1855 par François-Alexis Cendrier et la gare du Nord en 1865 par Jacques Hittorff.
Il rêve d'interconnecter les gares parisiennes par des voies ferrées mais devra se contenter de faciliter leur accès en les reliant par des axes importants.
 Depuis la gare de Lyon, la rue de Lyon, le boulevard Richard-Lenoir et le boulevard de Magenta permettent ainsi de gagner la gare de l'Est. Deux axes parallèles, rue La Fayette et boulevard Haussmann d'une part, rue de Châteaudun et rue de Maubeuge d'autre part, joignent le quartier de la gare de l'Est et de la gare du Nord à celui de la gare Saint-Lazare. Sur la rive gauche, la rue de Rennes dessert la gare Montparnasse, alors située à l'emplacement actuel de la tour Montparnasse.

### Les monuments

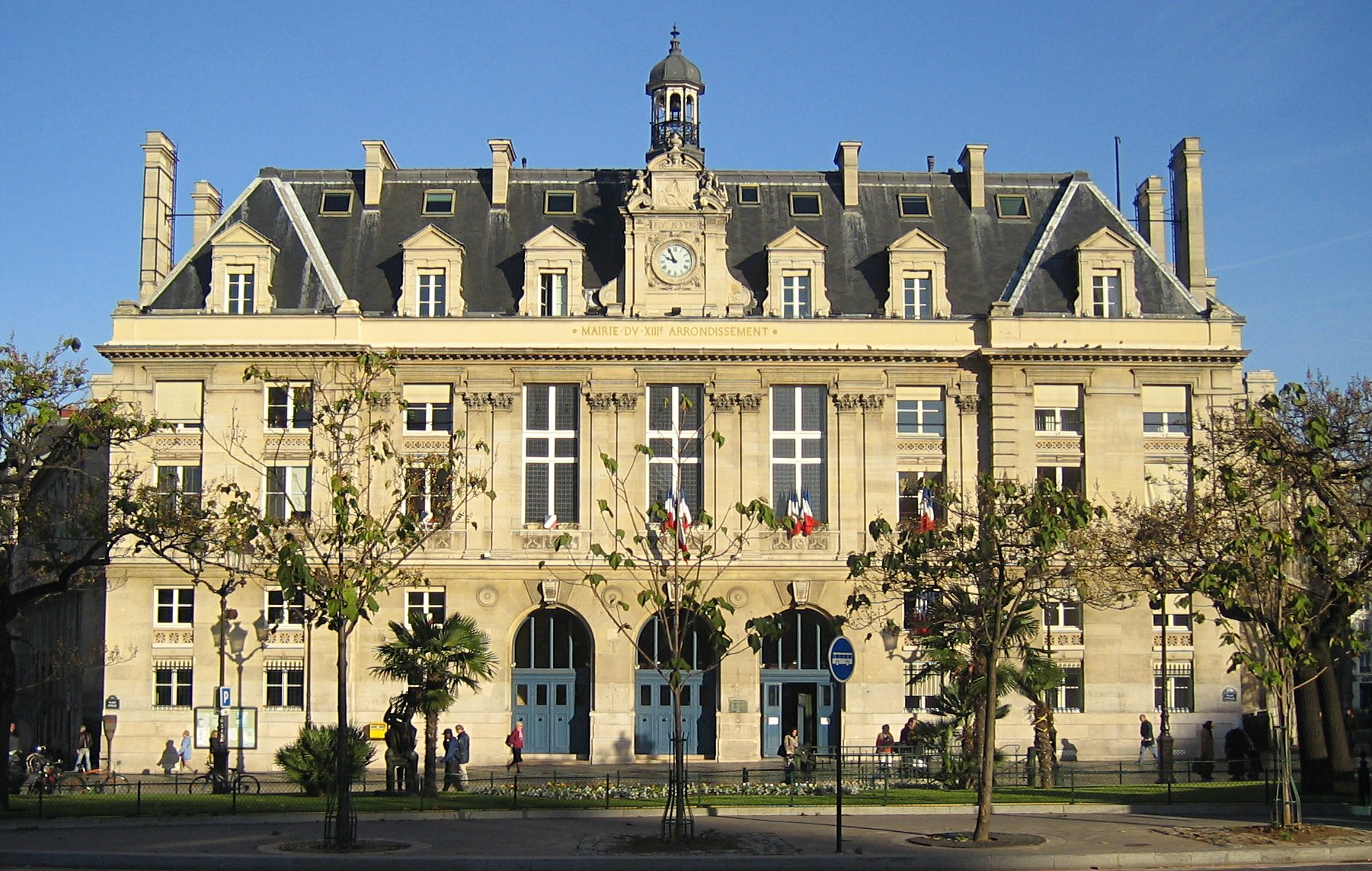
La mairie du 13e arrondissement.

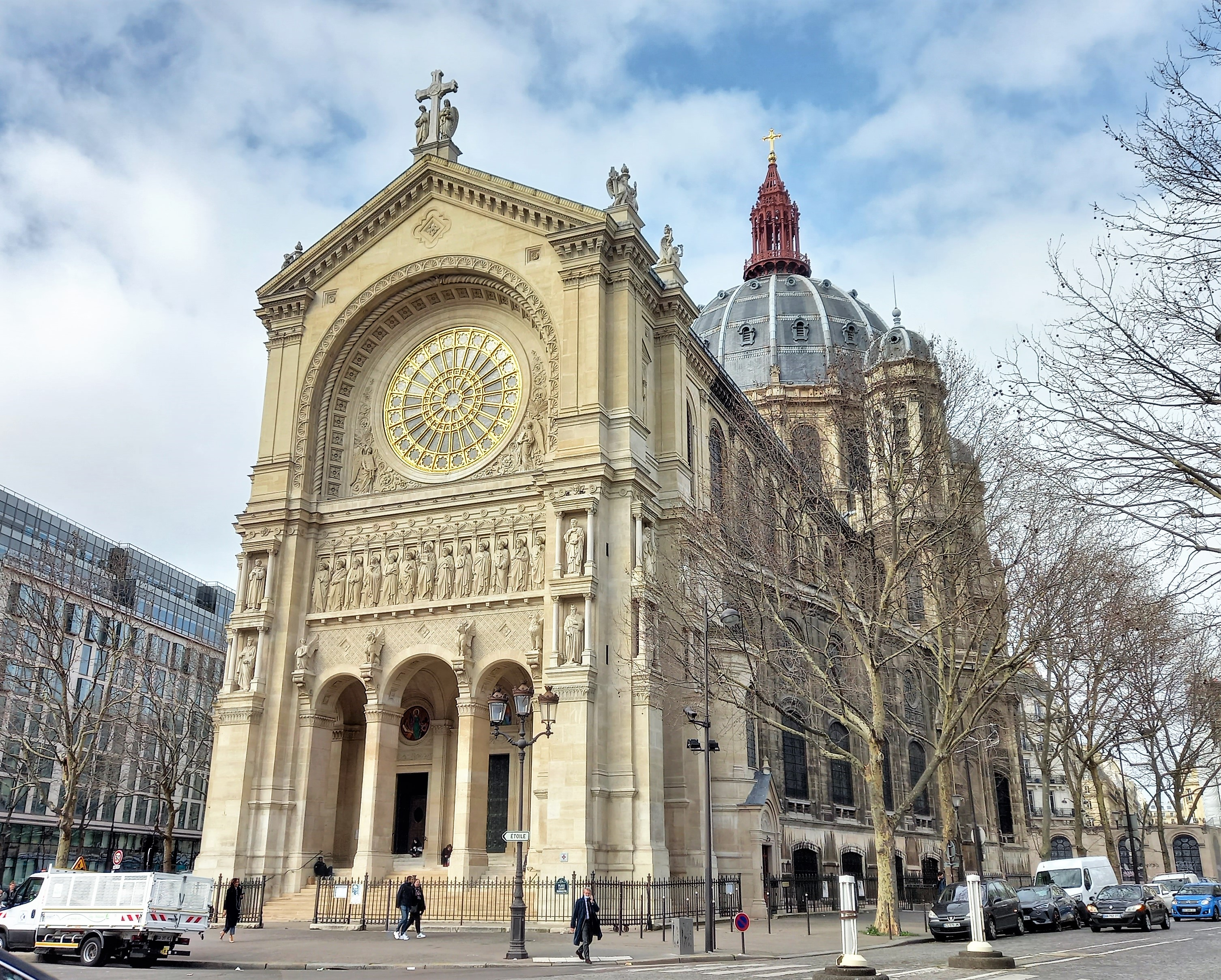
Église Saint-Augustin.

Napoléon III et Haussmann ponctuent la ville de réalisations de prestige. Charles Garnier construit l'Opéra dans un style éclectique et Gabriel Davioud conçoit deux théâtres symétriques sur la place du Châtelet.
 L'Hôtel-Dieu, la caserne de la Cité, qui deviendra la préfecture de police de Paris et le tribunal de commerce remplacent les quartiers médiévaux de l'Île de la Cité.
 Chacun des vingt nouveaux arrondissements reçoit sa mairie.
Ils prennent soin d'inscrire ces monuments dans la ville en ménageant de vastes perspectives. Ainsi l'avenue de l'Opéra est pensée pour offrir un cadre grandiose à l'édifice de Garnier, mais ce dernier trouvait cette avenue trop étroite et dut rehausser sa façade pour lutter contre les hauteurs devenues excessives des bâtiments qui l'entouraient, tandis que les maisons qui, selon eux, empêchaient de contempler Notre-Dame laissent la place à un grand parvis.
Dans le domaine religieux, le Second Empire voit l'avènement de l'église Saint-Eugène (aujourd'hui église Saint-Eugène-Sainte-Cécile), de l'église de la Sainte-Trinité, de l'église Saint-Ambroise et de l'église Saint-Augustin. Cette dernière est remarquable par sa voûte très haute sans contreforts, rendue possible par l'utilisation d'une charpente métallique, et sa situation emblématique au croisement de plusieurs grands boulevards. Elle était destinée à devenir la nécropole des Napoléonides[réf. nécessaire].

### L'hygiène
La rénovation de Paris se veut globale. L'assainissement des logements implique une meilleure circulation de l'air mais aussi un meilleur approvisionnement en eau et une meilleure évacuation des déchets.

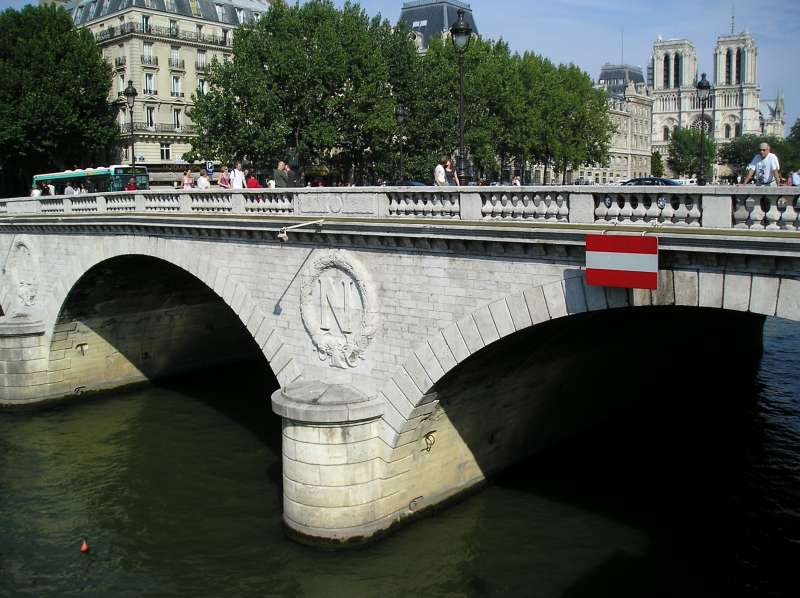
Le « N » de Napoléon III sur le pont Saint-Michel.

Haussmann repense l'ensemble de la chaîne hydraulique.
En 1852, l'eau potable vient principalement de l'Ourcq. Des machines à vapeur extraient aussi l'eau de la Seine, dont l'hygiène est déplorable. Haussmann confie à l'ingénieur Belgrand la réalisation d'un nouveau système d'alimentation en eau de la capitale, qui aboutira à la construction de 600 kilomètres d'aqueduc entre 1865 et 1900.
En 1865, un réseau de canalisations fermées permet de ramener les eaux captées dans la Vanne et la Dhuis vers les hauteurs de Paris.
Ces aqueducs déversent leur eau dans des réservoirs situés à l'intérieur de la capitale. À l'intérieur de la capitale et à côté du parc Montsouris, Belgrand érige alors le plus grand réservoir d'eau du monde pour recevoir l'eau de la Vanne, le réservoir de Montsouris.
Un second réseau, consacré à l'eau non potable, continue à puiser l'eau de l'Ourcq et de la Seine, utilisée pour le nettoyage de la voirie et l'arrosage des espaces verts.
L'évacuation des eaux usées et des déchets va de pair avec l'adduction d'eau potable. Ici encore, c'est le Second Empire qui donne l'impulsion décisive à la modernisation du réseau des égouts de Paris. La loi de 1852 impose le raccordement des immeubles à l'égout lorsque la rue en comporte un. Les rues qui n'en ont pas vont bénéficier de l'installation d'un réseau d'égout entièrement visitable : plus de 340 kilomètres d'égouts sont construits sous la direction de Belgrand entre 1854 et 1870. Le réseau est unitaire : les eaux de pluie coulent par la même galerie que les eaux usées. Les égouts ne se déversent plus dans la Seine en plein Paris mais loin en aval, à Asnières. Pour y parvenir, un siphon inversé installé sous le pont de l'Alma permet aux canalisations de la rive gauche de faire passer leurs eaux sur la rive droite.
Ces deux réseaux, étendus et perfectionnés au cours des époques suivantes, sont toujours en place aujourd'hui.
Napoléon III réorganise aussi la distribution du gaz dans Paris. En 1850, il confie une concession à une compagnie unique, la Compagnie parisienne du gaz , tout en conservant la maîtrise des prix. La consommation de gaz d'éclairage, sous-produit de la transformation (polluante) de houille en coke, et qui avait fait son apparition à Paris sous la monarchie de Juillet, augmente de façon importante. L'industriel et chimiste Payen écrit ainsi :

« En effet, tandis que dans un intervalle de quatorze années, de 1848 à 1862, la population de Paris, en y comprenant celle du territoire annexé, ne s'était guère accrue que de moitié, la consommation du gaz se trouvait quintuplée. En présence d'une semblable progression, il est temps d'aviser, car on peut prévoir que, dans un avenir peu éloigné il n'y aurait pas un seul arrondissement de Paris absolument à l'abri des émanations de ces usines. »

Dans le même temps, Haussmann confie à Davioud la mise au point d'un mobilier urbain encore largement présent de nos jours sur les trottoirs et dans les jardins de la capitale.
Entre 1855 et 1875, les abonnements d'eau passent de 8 770 à 40 596.
Dans la même volonté d'amélioration de l'hygiène, le problème funéraire faillit être traité. Les cimetières intra-muros de Paris étaient saturés et l'inhumation au sein de la ville était toujours pratiquée, bien qu'étant interdite depuis la loi du 23 prairial an XII. En 1863, Haussmann proposa de fermer tous les cimetières intra-muros, avec transfert obligatoire des corps, et de créer une grande nécropole à Méry-sur-Oise reliée par voie ferrée, à l'image du cimetière de Brookwood de Londres. L'opinion publique s'opposa à ce projet qui ne se concrétisa pas, bien qu'ultérieurement, Eugène Belgrand, Adolphe Alphand, Ferdinand Hérold et Léon Say aient tenté de le relancer.

### Les espaces verts
Les espaces verts sont rares à Paris, ville qui s'est toujours développée à l'intérieur d'enceintes qui, malgré les extensions successives, finissaient par la corseter.
Séduit par les vastes parcs londoniens, Napoléon III confie à l'ingénieur Adolphe Alphand, futur directeur des Travaux sous la République, la création de plusieurs parcs et bois. Le bois de Boulogne et le bois de Vincennes bordent la ville à l'ouest et à l'est. À l'intérieur de l'enceinte de Thiers, le parc des Buttes-Chaumont et le parc Montsouris offrent des promenades aux habitants des quartiers trop éloignés des grands bois extérieurs. Le parc Monceau, ancienne propriété de la famille d'Orléans, est en partie loti et construit. Chaque quartier reçoit aussi des petits squares (environ 80 squares pour les 80 quartiers de Paris, la volonté étant que n'importe quel habitant de Paris puisse trouver un square à moins de dix minutes de marche de son domicile), tandis que des rangées d'arbres bordent certaines avenues (on estime à 80 000 le nombre d'arbres plantés dans les rues de Paris durant cette période).

### Bilan
Louis Lazare indique que ces travaux avaient supprimé 57 rues ou passages, 2 227 maisons jetées à terre et plus de 25 000 habitants, presque tous ouvriers, contraints d'abandonner le centre de la ville étaient repoussés vers les extrémités. Ce déplacement, qui suivit la progression des travaux dans le centre de Paris, fut une émigration forcée. La population se porta majoritairement dans les quartiers avoisinants l'ancien mur d'octroi, principalement vers les faubourgs du Temple, Saint-Antoine et Saint-Marceau, mais également en banlieue : principalement dans les communes de Belleville, Ménilmontant, Charonne, Ternes, Montrouge, Vaugirard et Grenelle.

## Les critiques de la politique urbaine de Napoléon III et le départ d'Haussmann
Des artistes et des architectes (Charles Garnier) dénoncent la monotonie étouffante de cette architecture monumentale. Des hommes politiques et des écrivains mettent en cause l'étendue des spéculations et de la corruption (La Curée de Zola) et certains accusent à tort Haussmann d'enrichissement personnel. De nombreuses critiques portent toutefois sur des motifs de fond et vont finir par faire chuter le préfet.

### Sur un objectif sécuritaire des grandes artères

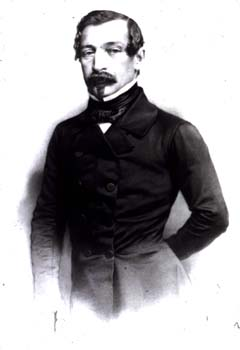
Napoléon III.

Des contemporains de Napoléon III ont accusé l'Empereur d'avoir caché sous des préoccupations sociales et hygiénistes un projet essentiellement policier : la construction de voies larges aurait eu pour objectif principal de faciliter les mouvements de troupe et l'établissement de rues droites aurait permis de tirer au canon sur une foule en émeute et ses barricades.
Mais l'ampleur même des travaux montre que les visées de Napoléon ne pouvaient pas se limiter à l'aspect sécuritaire : au-delà du percement des boulevards qui en forme la partie la plus spectaculaire, la transformation porte avant tout sur l'amélioration de la circulation ordinaire et des transports dans Paris (pour l'approvisionnement, l'évacuation des déchets, le commerce, le passage des matériaux de construction), la modernisation de l'hygiène, l'établissement de réseaux modernes en sous-sol, l'installation d'un mobilier urbain efficace en surface ainsi que la grandeur et l'harmonisation d'une architecture de prestige le long des rues nouvelles. Il est toutefois vrai que Napoléon est aussi soucieux d'établir un ordre strict. Haussmann n'hésite pas à expliquer que ses percements faciliteront le maintien de l'ordre pour promouvoir ses projets auprès du Conseil de Paris ou des propriétaires locaux. La dimension stratégique et sécuritaire est donc présente, mais elle ne constitue qu'un élément parmi les autres. Elle est peut-être plus importante lorsqu'il s'agit de relier les principales casernes entre elles.
Haussmann n'est pas chargé de la police. Son mandat correspond au contraire à un affaiblissement du préfet de police au profit du préfet de la Seine, qui récupère des attributions telles que les problèmes liés à l'insalubrité, l'éclairage et le nettoyage des rues confiées au service des promenades d'Adolphe Alphand en 1859 à l'occasion de l'annexion des communes limitrophes.

### La rupture d'un équilibre social

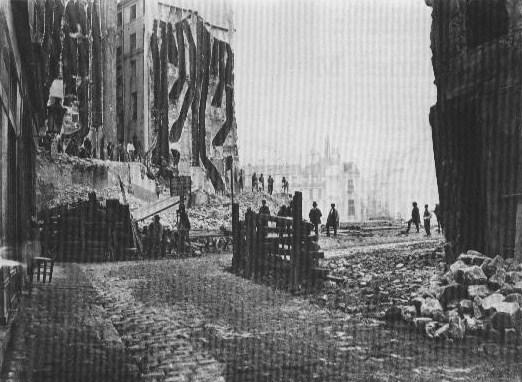
Percement avenue de l'Opéra.

Malgré les idéaux sociaux qui sont en partie à l'origine des transformations de Paris dans l'esprit de Napoléon III, de nombreux observateurs contemporains dénoncent les effets démographiques et sociaux des opérations d'urbanisme menées par Haussmann.
Louis Lazare, auteur sous le préfet Rambuteau d'un important dictionnaire des voies parisiennes, estime, en 1861, dans la Revue municipale que les travaux haussmanniens contribuent à faire croître démesurément la population assistée en attirant à Paris une population pauvre. De fait, Haussmann lui-même a ralenti dans une certaine mesure les travaux afin d'éviter un afflux trop massif d'ouvriers à Paris.
D'autre part les critiques dénoncent, dès les années 1850, les effets des rénovations sur la composition sociale de Paris. D'une manière un peu schématique, on trace un portrait de l'immeuble parisien pré-haussmannien comme synthèse de la hiérarchie sociale parisienne : bourgeois au deuxième étage, fonctionnaires et employés aux troisième et quatrième, petits employés au cinquième, gens de maison, étudiants et pauvres sous les combles. Toutes les classes sociales se côtoyaient ainsi dans le même immeuble. Cette cohabitation, qui doit être nuancée selon les quartiers, a disparu en grande partie après les travaux d'Haussmann. Ceux-ci ont eu deux effets sur le plan de la répartition de l'habitat dans Paris :
- les rénovations du centre-ville ont entraîné une hausse des loyers qui a contraint les familles pauvres à partir vers les arrondissements périphériques. On le constate sur les données de population[35] :

| Arrondissement | 1861   | 1866   | 1872    |
| -------------- | ------ | ------ | ------- |
| 1er            | 89 519 | 81 665 | 74 286  |
| 6e             | 95 931 | 99 115 | 90 288  |
| 17e            | 75 288 | 93 193 | 101 804 |
| 20e            | 70 060 | 87 844 | 92 712  |

- certains choix d'urbanisme ont contribué à déséquilibrer la composition sociale de Paris entre l'ouest, riche, et l'est, défavorisé. Ainsi aucun quartier de l'est parisien n'a bénéficié de réalisations comparables aux larges avenues entourant la place de l'Étoile dans les 16e et 17e arrondissements. Les pauvres se concentrent alors dans les quartiers laissés de côté par les rénovations.

En réponse, Haussmann met en avant la création, très complexe, du bois de Vincennes, destinée à fournir aux populations d'ouvriers une promenade comparable au bois de Boulogne. Par ailleurs, les quartiers insalubres « nettoyés » par Haussmann n'abritaient guère de bourgeois.
Ainsi s'est mise en place une forme de zonage qui domine toujours la distribution de l'habitat et des activités dans Paris et sa proche banlieue : au centre et à l'ouest les bureaux et les quartiers bourgeois, à l'est et à la périphérie les habitats les plus pauvres et les activités industrielles, ceci provenant notamment des vents d'ouest dominants qui poussaient vers l'est la pollution, due à cette époque au mode de chauffage des logements.

### La crise du système de financement
À la fin des années 1860, le système de financement connait des dysfonctionnements. L'annexion des communes environnantes en 1860 a coûté cher : les travaux à réaliser dans ces quartiers suburbains sont plus importants que dans le centre-ville, déjà pourvu de certains équipements. Les budgets prévus au départ sont largement insuffisants. D'autre part, l'assouplissement du régime rend plus difficiles les expropriations, la jurisprudence du Conseil d'État et de la Cour de cassation intervenant en faveur des propriétaires.
D'autre part les Parisiens supportent mal les travaux qui paralysent la ville depuis près de vingt ans. Les réseaux de boulevards qui encombrent les arrondissements extérieurs de travaux n'ont pas une utilité aussi évidente que le percement du boulevard de Sébastopol ou du boulevard Saint-Germain.
Jules Ferry se fait un nom à travers une série d'articles de presse regroupés sous le titre Les Comptes fantastiques d'Haussmann. Il dénonce l'ambition exagérée des derniers projets et leur financement incertain. Ces projets sont en effet financés, non par l'emprunt, mais par des bons de délégation émis par la Caisse des travaux de Paris, hors du contrôle du Parlement.
Haussmann est finalement renvoyé au début de 1870, quelques mois avant la fin du Second Empire qu'il a accompagné pendant toute sa durée. Les dettes contractées seront finalement résorbées assez rapidement sous la Troisième République.

## Conséquences

### L'esthétique haussmannienne: la «rue-mur»

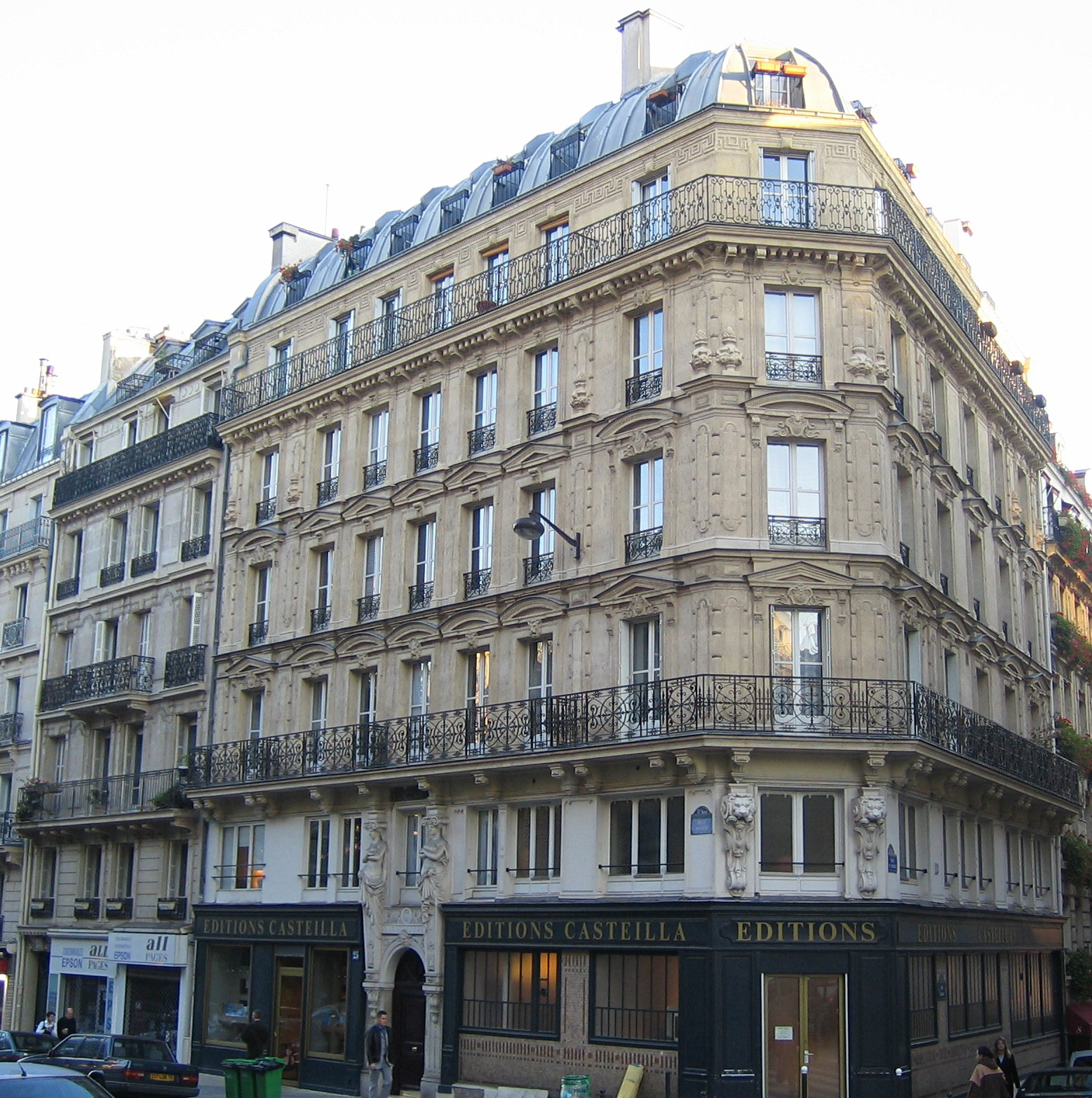
Rue Monge : les trois niveaux de la façade haussmannienne classique.

L'haussmannisme ne se contente pas de tracer des rues et de créer des équipements. Il intervient aussi sur l'aspect esthétique des immeubles privés, avec notamment le principe de la « rue-mur » qui « consiste à former un paysage cohérent sur la rue, avec des immeubles autonomes mais architecturalement cohérents dont les proportions sont adaptées à la largeur de la voirie ».
Le front sur rue de l'îlot est conçu comme un ensemble architectural homogène. L'immeuble n'est pas autonome et doit construire un paysage urbain unifié avec les autres immeubles sur la percée nouvelle. Néanmoins, l'îlot haussmannien est toujours hétérogène : seules les parcelles sises sur l'emprise de la percée nouvelle sont affectées par la modernisation, et, les autres parcelles de l'îlot antérieur n'étant pas détruites, des constructions des siècles précédents y cohabitent avec les constructions neuves, et, au hasard des parcelles inconstructibles, dévoilent parfois le dos de leurs constructions sur cour au sein des nouveaux alignements.
La réglementation et les servitudes imposées par les pouvoirs publics favorisent la mise en place d'une typologie qui mène à son terme l'évolution classique de l'immeuble parisien vers la façade caractéristique du Paris haussmannien, comportant six étages sur les grandes avenues (moins sur les rues plus modestes) selon le décret impérial du 17 juillet 1859 :
- soubassement composé du rez-de-chaussée couplé à un entresol, percé par une porte cochère qui permet le passage de voitures à cheval dans les écuries de la cour. Le rez-de-chaussée accueille souvent des boutiques, sauf pour les immeubles les plus bourgeois et l'entresol (trace de l'usage de surmonter la boutique par le logement du boutiquier) est généralement utilisé pour des bureaux, des réserves ou des logements de service (concierges). Ce soubassement se distingue des étages courants par ses ouvertures, mais souvent aussi par le parement du mur traité en bossage ou creusé de refends pour en souligner le caractère de socle[39] ;
- deuxième étage « noble » avec un balcon filant ;
- troisième et quatrième étage dans le même style mais avec des encadrements de fenêtre moins riches, et des balcons individuels à la fin de la période hausmannienne. Ils sont occupés par la classe moyenne ;
- cinquième étage avec balcon filant qui permet aux familles de la classe moyenne de profiter de la vue ;
- sixième étage : combles à 45 degrés sous les toits, consacrés aux chambres de bonne.

La façade s'organise autour de lignes horizontales fortes qui se poursuivent souvent d'un immeuble à l'autre : balcons, corniches, alignement parfait des façades sans retraits ni saillies importantes. Le modèle de la rue de Rivoli s'étend à l'ensemble des nouvelles voies parisiennes, au risque d'une uniformisation de certains quartiers. Même si Haussmann imposait des règles strictes en matière de conception et de construction, il autorisait également certaines variations pour tenir compte des quartiers et des budgets. De ce fait, les immeubles d'habitation se répartissent en trois grandes catégories, qui reflétaient le statut socio-économique de leurs occupants :
- Les immeubles de première classe comptaient quatre étages au-dessus du rez-de-chaussée et les appartements avaient de hauts plafonds. Un escalier de service menait aux chambres de bonnes du cinquième étage, tandis que des escaliers principaux, richement décorés, menaient aux appartements. À l'époque, les cours disposaient d'écuries et des remises. Souvent, l'extérieur de ces bâtiments était aussi richement décoré.
- Les immeubles de seconde classe comportaient cinq étages ainsi qu'un escalier de service menant au sixième étage. Leur décoration extérieure était simple.
- Les bâtiments de troisième classe avaient cinq étages et aucun escalier de service. Les façades ne comportaient souvent ni balcons ni décoration extérieure.

Sur la façade, les progrès des techniques de sciage et de transport permettent d'utiliser la pierre de taille en « grand appareil », c'est-à-dire sous forme de gros blocs et non en simple placage. Les rues produisent un effet monumental qui dispense les immeubles de recourir à la décoration : les sculptures ou moulages ne se multiplieront que vers la fin du siècle.

### Postérité de l'haussmannisme

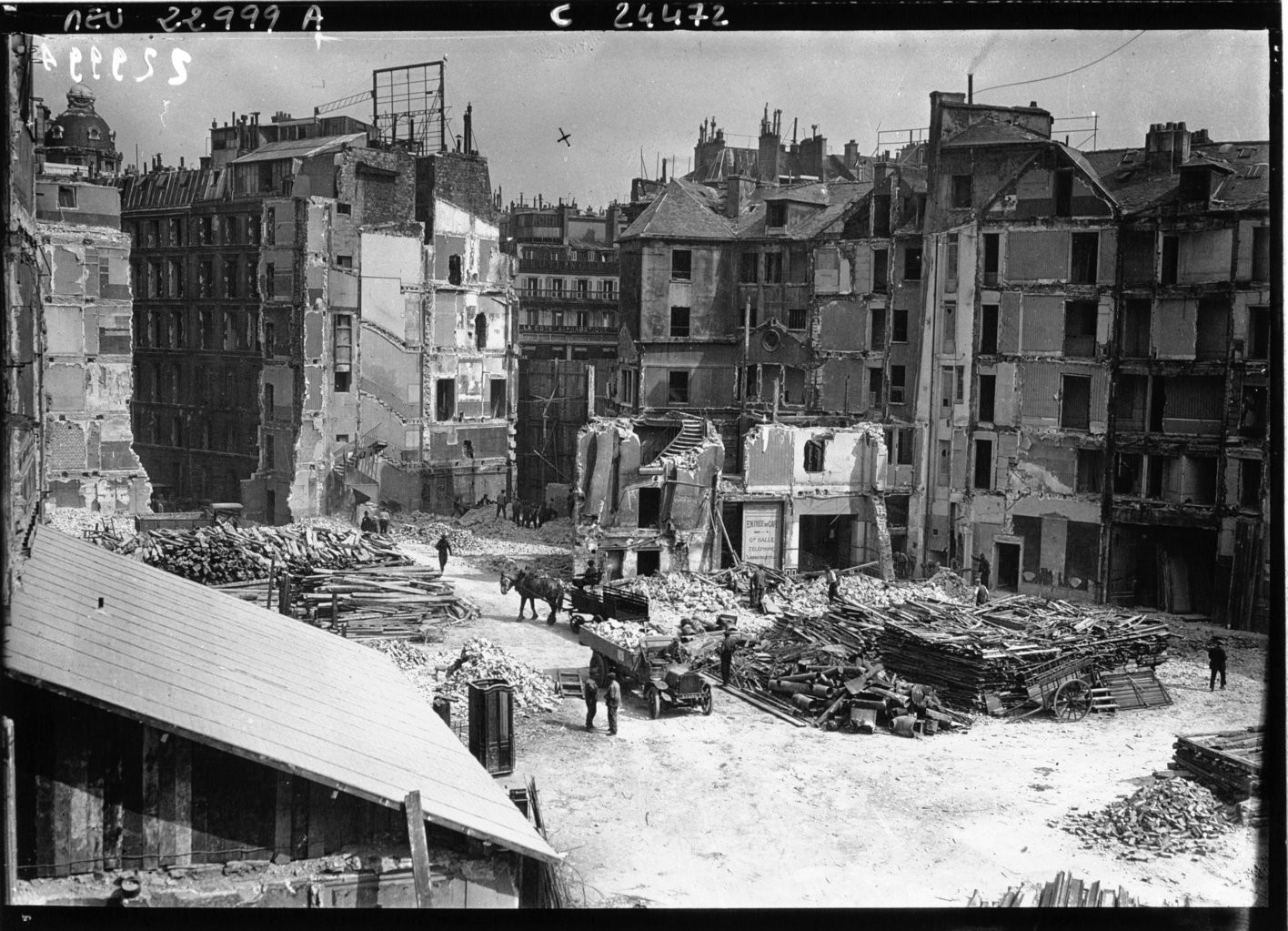
L'achèvement du percement du boulevard Haussmann, en 1925.

Les transformations haussmanniennes ont amélioré la qualité de vie dans la capitale. De grandes épidémies, notamment celles de choléra, disparaissent, (mais pas la tuberculose), la circulation est améliorée, les nouveaux immeubles sont mieux construits et plus fonctionnels que les anciens. Mais n'étant intervenu que ponctuellement sur les quartiers anciens, des zones d'insalubrité demeurent, ce qui explique la résurgence des idées hygiénistes au siècle suivant, puis la radicalité de certains des urbanistes du vingtième siècle.

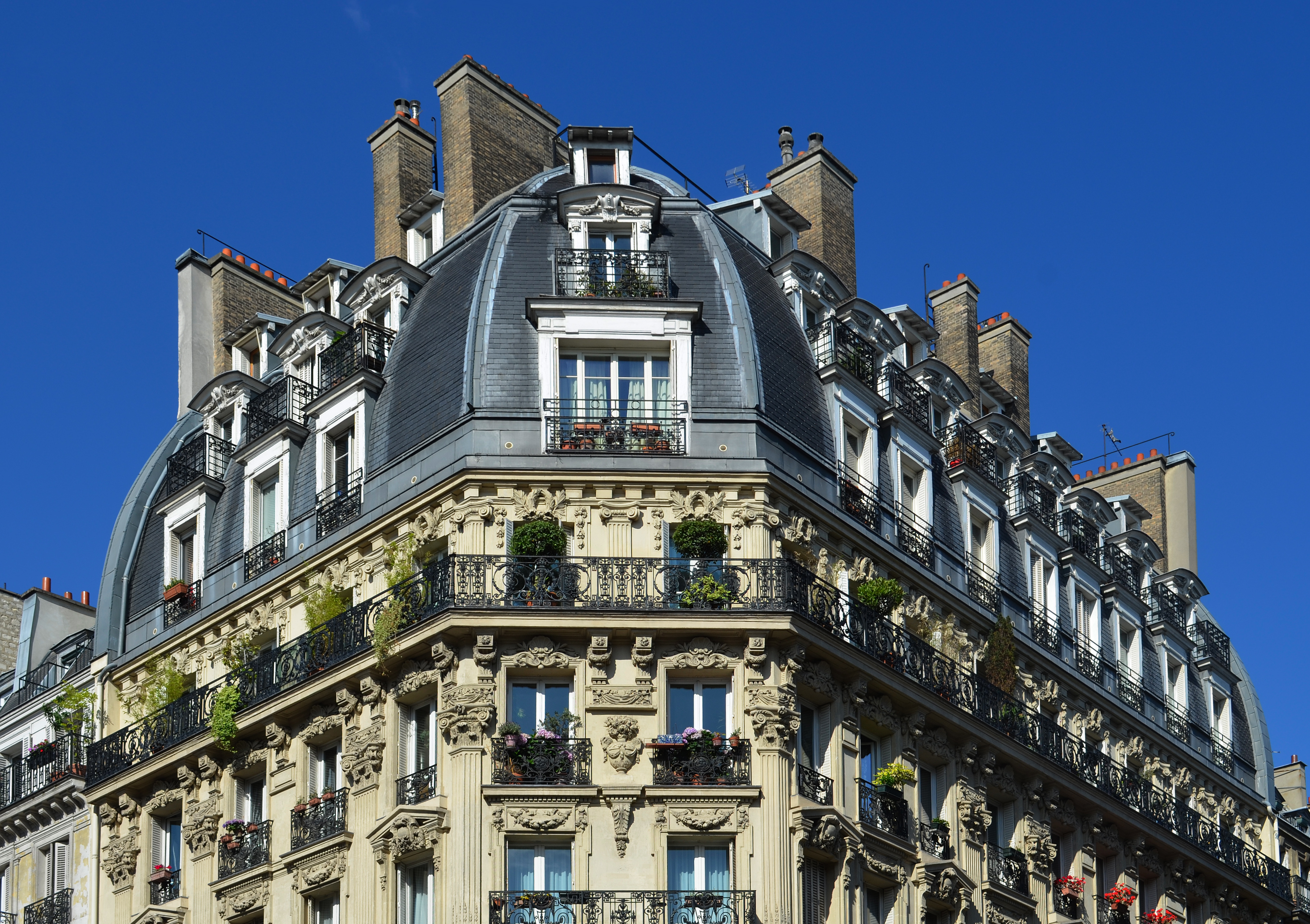
Immeuble post-haussmannien (no 72 rue de Rennes, Paris).

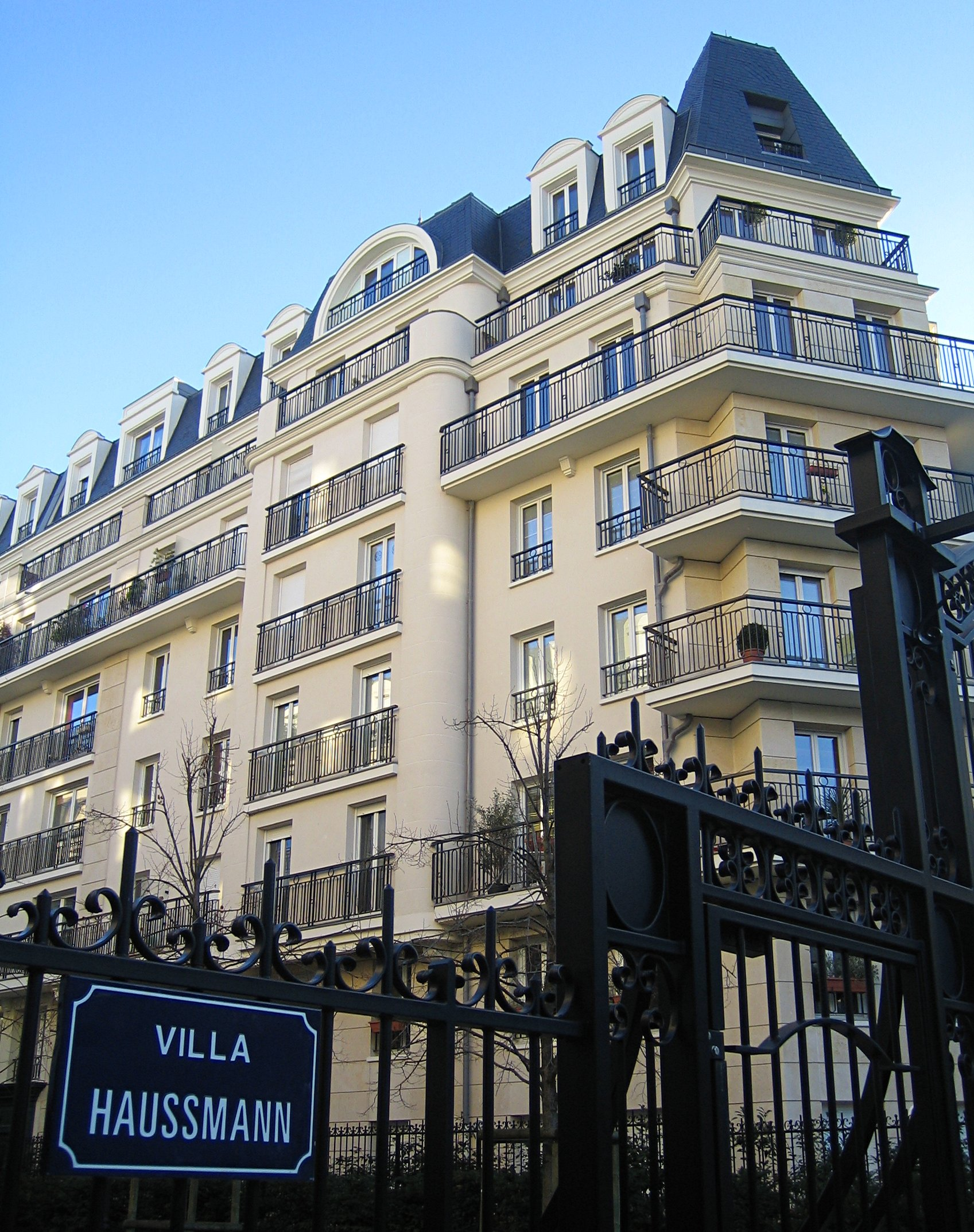
Le Quartier haussmannien à Issy-les-Moulineaux.

Le Second Empire a tellement marqué l'histoire urbaine de Paris que tous les courants architecturaux et urbanistiques postérieurs seront forcés de s'y référer, soit pour s'y adapter, soit pour le rejeter, soit encore pour tenter d'en reprendre certains éléments.
On peut dater la fin de l'haussmannisme « pur » aux règlements de 1882 et 1884, qui rompent avec l'uniformité de la rue classique en permettant les saillies et les premières fantaisies au niveau du toit, qui se développeront considérablement après le règlement de 1902. Toutefois, l'architecture parisienne sous la Troisième République reste encore longtemps un « post-haussmannisme », qui ne rejette que l'austérité du modèle napoléonien mais conserve les mêmes concepts d'agencement général des rues, des îlots et des immeubles.
Après la Seconde Guerre mondiale, en revanche, les nouveaux besoins de logements et l'avènement, un siècle après Napoléon III, d'un nouveau pouvoir volontariste avec la Cinquième République gaulliste ouvrent une nouvelle ère de l'urbanisme parisien. Celle-là rejette presque complètement l'héritage haussmannien au profit des idées de Le Corbusier en abandonnant l'alignement sur rue, la limitation du gabarit et la rue elle-même, abandonnée à la voiture au profit d'espaces piétons sur dalles. Ce nouveau modèle est rapidement remis en cause dans les années 1970, qui marquent le début d'une redécouverte de l'héritage haussmannien : le retour à la rue multifonctionnelle s'accompagne d'un retour à la limitation du gabarit et, dans certains quartiers, d'une tentative de retrouver l'homogénéité architecturale des îlots du Second Empire.
L'opinion publique parisienne a aujourd'hui une vision positive de l'héritage haussmannien, au point que certaines villes de banlieue, à l'exemple d'Issy-les-Moulineaux ou de Puteaux, construisent des quartiers qui revendiquent celui-ci jusque dans leur nom (« Quartier haussmannien »). Ces quartiers sont en réalité des pastiches de l'architecture post-haussmannienne du début du XXe siècle, avec ses fenêtres arquées et ses loggias.